# Bédarieux
Pour les articles homonymes, voir Bedarieux.
Bédarieux [be.da.ʁjø] (en occitan : Bedarius [be.da.'riws] et Becderius) est une commune française, située dans le centre du département de l'Hérault en région Occitanie. La ville, entourée des monts d'Orb, adossée au plateau de l'Escandorgue dans le parc naturel régional du Haut-Languedoc, est le point de rencontre des habitants d’un bassin de vie qui s’étend sur 30 communes où vivaient 25 000 habitants en 2012. Bédarieux est située à proximité des autoroutes A9 et A75.
Exposée à un climat méditerranéen, elle est drainée par l'Orb, la Mare, le ruisseau de Courbezou, le ruisseau de Vèbre et par divers autres petits cours d'eau. Incluse dans le parc naturel régional du Haut-Languedoc, la commune possède un patrimoine naturel remarquable composé de quatre zones naturelles d'intérêt écologique, faunistique et floristique.
Bédarieux est une commune rurale qui compte 5 820 habitants en 2022. Elle est ville-centre de l'unité urbaine de Bédarieux et fait partie de l'aire d'attraction de Bédarieux. Ses habitants sont appelés les Bédariciens et Bédariciennes.

## Géographie
À vol d'oiseau, Bédarieux est située à environ  30 km au nord de Béziers, 56 km à l'ouest de Montpellier et 22 km à l'ouest de Clermont-l'Hérault.
La commune se situe dans la vallée de l'Orb, fleuve coulant nord-sud jusqu'à Béziers puis Valras. Bédarieux est surplombée par les Monts d’Orb et le pic de Tantajo (518 m). Depuis 2012, Bédarieux fait partie du parc naturel régional du Haut-Languedoc. L'Orb traverse la ville de Bédarieux, les deux rives sont reliées par le « pont vieux » au sud et le pont de la préfecture au nord. L'Orb a dépassé les 5 mètres lors des inondations qui ont eu lieu dans la vallée le samedi 24 novembre 2004. De nombreux équipement furent endommagés, tels que le stade, la piscine et le lycée Ferdinand-Fabre qui se trouvent proche des berges.
Le fleuve a également dépassé cette limite lors de la crue historique du 28 novembre 2014.

### Localisation

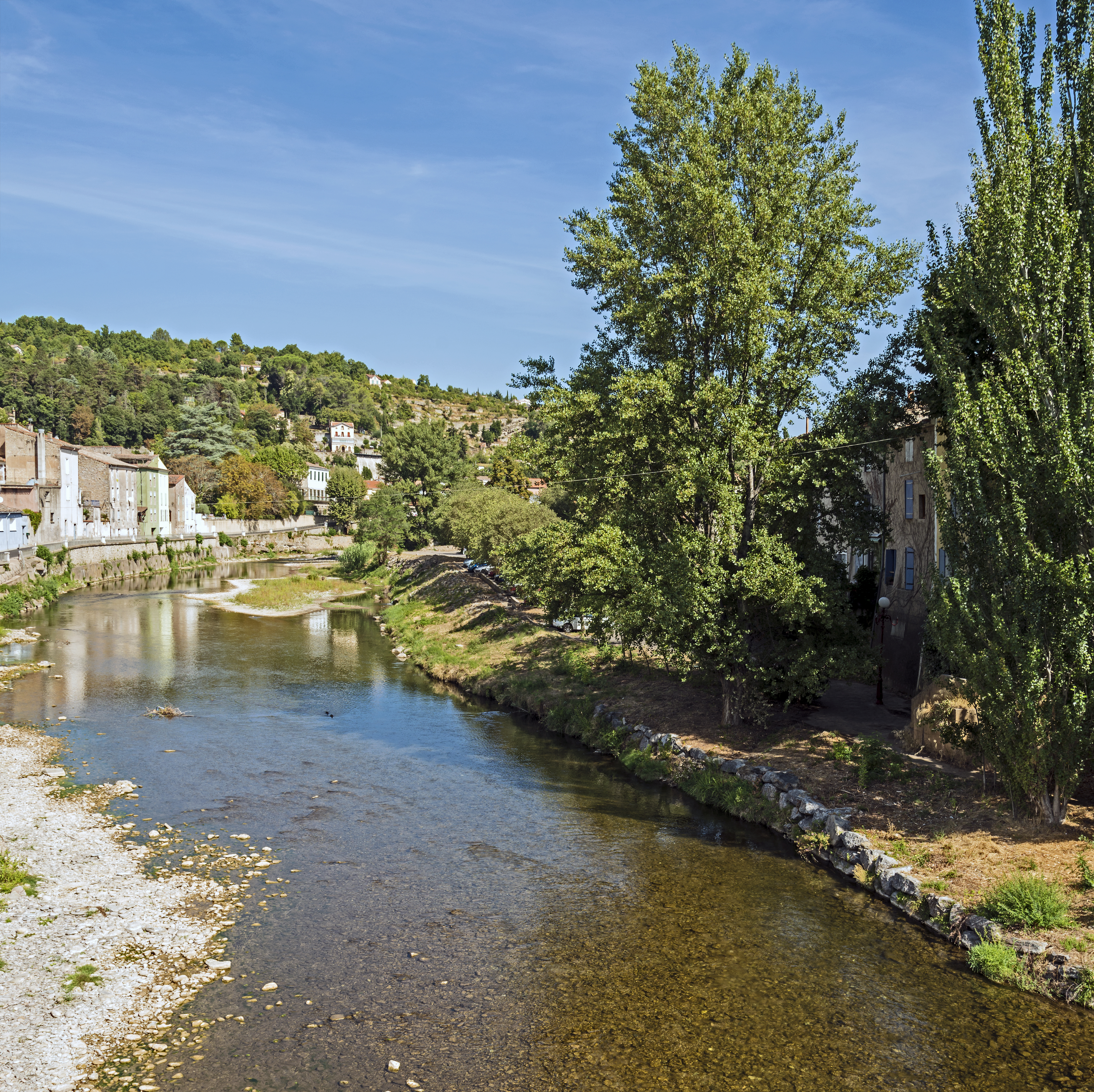
L'Orb vue du « pont vieux ».

Les communes limitrophes sont  Carlencas-et-Levas, Faugères, Hérépian, La Tour-sur-Orb, Pézènes-les-Mines et Villemagne-l'Argentière.
| Le Pradal (4,48 / 11,39 km)              | Le Bousquet-d'Orb (8,83 / 11,47 km) La Tour-sur-Orb (4,52 / 6,29 km) | Carlencas-et-Levas (5,80 / 8,04 km)                            |
| Villemagne-l'Argentière (3,03 / 8,68 km) | Bédarieux                                                            | Villeneuvette (19,57 / 24,42 km)                               |
| Hérépian (4,18 / 5,69 km)                | Caussiniojouls (7,12 / 18,86 km)                                     | Pézènes-les-Mines (8,16 / 10,59 km) Faugères (6.24 / 13,90 km) |

### Climat
Pour des articles plus généraux, voir Climat de l'Occitanie et Climat de l'Hérault.
En 2010, le climat de la commune est de type climat méditerranéen franc, selon une étude s'appuyant sur une série de données couvrant la période 1971-2000. En 2020, Météo-France publie une typologie des climats de la France métropolitaine dans laquelle la commune est exposée à un climat méditerranéen et est dans la région climatique Provence, Languedoc-Roussillon, caractérisée par une pluviométrie faible en été, un très bon ensoleillement (2 600 h/an), un été chaud (21,5 °C), un air très sec en été, sec en toutes saisons, des vents forts (fréquence de 40 à 50 % de vents > 5 m/s) et peu de brouillards.
Pour la période 1971-2000, la température annuelle moyenne est de 13,5 °C, avec une amplitude thermique annuelle de 15,9 °C. Le cumul annuel moyen de précipitations est de 973 mm, avec 7,4 jours de précipitations en janvier et 2,9 jours en juillet. Pour la période 1991-2020, la température moyenne annuelle observée sur la station météorologique installée sur la commune est de 13,7 °C et le cumul annuel moyen de précipitations est de 982,0 mm,. Pour l'avenir, les paramètres climatiques de la commune estimés pour 2050 selon différents scénarios d'émission de gaz à effet de serre sont consultables sur un site dédié publié par Météo-France en novembre 2022.
| Mois                                  | jan.            | fév.          | mars          | avril         | mai           | juin           | jui.        | août           | sep.           | oct.            | nov.          | déc.            | année     |
| ------------------------------------- | --------------- | ------------- | ------------- | ------------- | ------------- | -------------- | ----------- | -------------- | -------------- | --------------- | ------------- | --------------- | --------- |
| Température minimale moyenne (°C)     | 2,9             | 2,7           | 5             | 7,1           | 10,4          | 14             | 16,3        | 16,1           | 12,8           | 10,2            | 6,2           | 3,5             | 8,9       |
| Température moyenne (°C)              | 6,3             | 6,7           | 9,6           | 12            | 15,8          | 19,9           | 22,4        | 22,2           | 18,2           | 14,3            | 9,7           | 7               | 13,7      |
| Température maximale moyenne (°C)     | 9,7             | 10,7          | 14,2          | 16,9          | 21,2          | 25,8           | 28,6        | 28,4           | 23,6           | 18,4            | 13,2          | 10,4            | 18,4      |
| Record de froid (°C) date du record   | −7,8 04.01.1993 | −8,7 08.02.12 | −7,8 01.03.05 | −3,3 08.04.21 | 0,5 01.05.04  | 5,8 13.06.1998 | 9 17.07.00  | 6,8 30.08.1998 | 3,3 29.09.1993 | −2,5 30.10.12   | −8 22.11.1998 | −7,8 17.12.01   | −8,7 2012 |
| Record de chaleur (°C) date du record | 19,8 02.01.03   | 24,4 27.02.19 | 25,7 17.03.14 | 28,4 09.04.11 | 33,6 29.05.01 | 39,7 21.06.03  | 38 16.07.22 | 40,7 22.08.23  | 34,7 04.09.06  | 30,3 01.10.1997 | 23,9 06.11.15 | 19,9 14.12.1998 | 40,7 2023 |
| Précipitations (mm)                   | 88,1            | 67,1          | 68,8          | 88,8          | 77,1          | 43,3           | 32,6        | 47,9           | 104,9          | 149,7           | 117,7         | 96              | 982       |

### Milieux naturels et biodiversité

#### Espaces protégés
La protection réglementaire est le mode d’intervention le plus fort pour préserver des espaces naturels remarquables et leur biodiversité associée,.
Un espace protégé est présent sur la commune :
le parc naturel régional du Haut-Languedoc, créé en 1973 et d'une superficie de 307 184 ha, qui s'étend sur 118 communes et deux départements. Implanté de part et d’autre de la ligne de partage des eaux entre Océan Atlantique et mer Méditerranée, ce territoire est un véritable balcon dominant les plaines viticoles du Languedoc et les étendues céréalières du Lauragais,.

#### Zones naturelles d'intérêt écologique, faunistique et floristique
L’inventaire des zones naturelles d'intérêt écologique, faunistique et floristique (ZNIEFF) a pour objectif de réaliser une couverture des zones les plus intéressantes sur le plan écologique, essentiellement dans la perspective d’améliorer la connaissance du patrimoine naturel national et de fournir aux différents décideurs un outil d’aide à la prise en compte de l’environnement dans l’aménagement du territoire.
Trois ZNIEFF de type 1 sont recensées sur la commune :
- le « plateau dolomitique de Levas » (655 ha), couvrant 4 communes du département[15] ;
- le « plateau dolomitique de Sabelas » (115 ha)[16],
- la « vallée de l'Orb entre Hérépian et Colombière-sur-Orb » (156 ha), couvrant 6 communes du département[17] ;

et une ZNIEFF de type 2, :
le « plateau de Carlencas-et-Levas » (6 239 ha), couvrant 11 communes du département.

Carte des ZNIEFF de type 1 et 2 à Bédarieux.
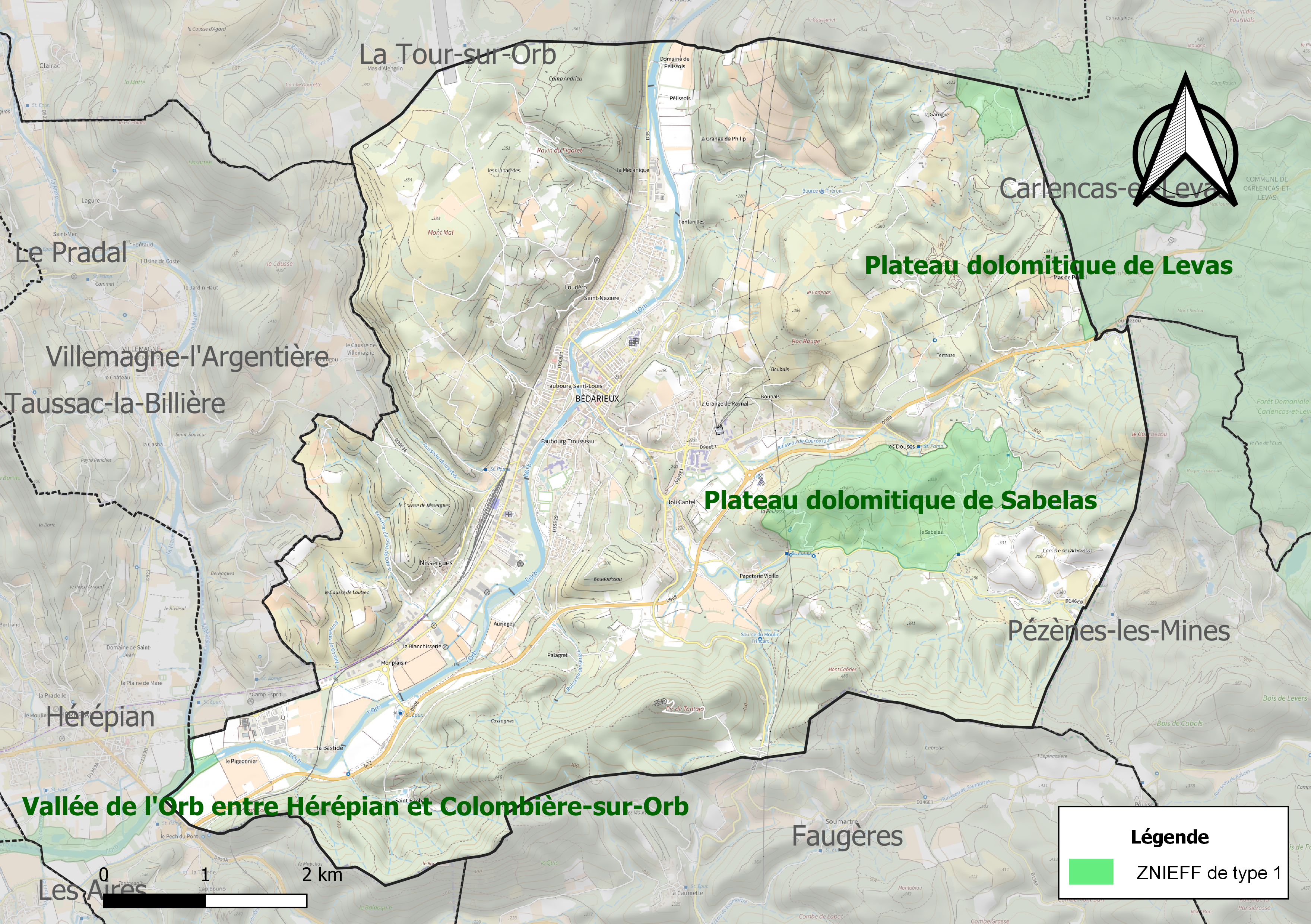
Carte des ZNIEFF de type 1 sur la commune.
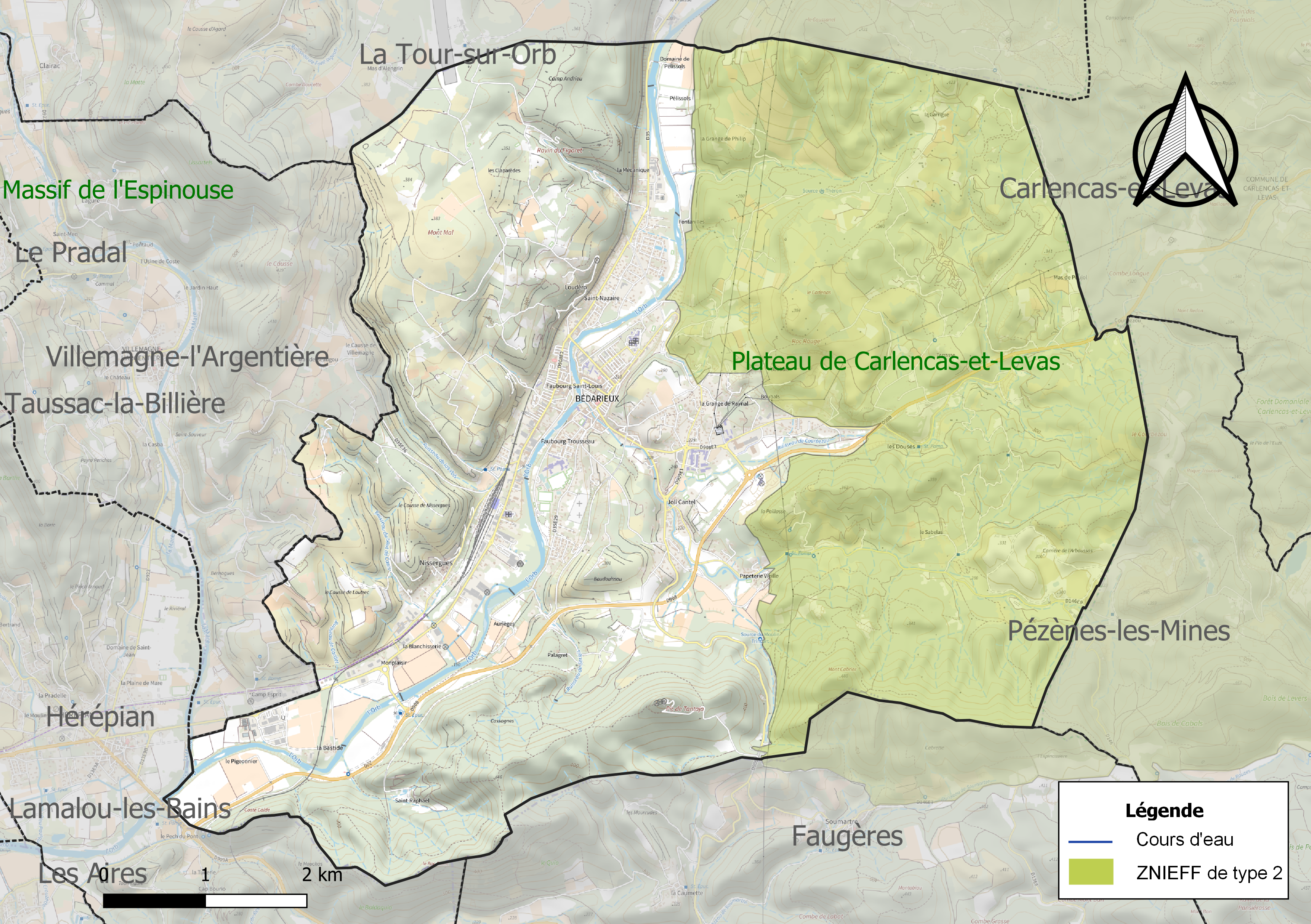
Carte de la ZNIEFF de type 2 sur la commune.

## Urbanisme

### Typologie
Au 1er janvier 2024, Bédarieux est catégorisée bourg rural, selon la nouvelle grille communale de densité à sept niveaux définie par l'Insee en 2022.
Elle appartient à l'unité urbaine de Bédarieux, une agglomération intra-départementale regroupant neuf  communes, dont elle est ville-centre,,. Par ailleurs la commune fait partie de l'aire d'attraction de Bédarieux, dont elle est la commune-centre,. Cette aire, qui regroupe 26 communes, est catégorisée dans les aires de moins de 50 000 habitants,.

### Occupation des sols
L'occupation des sols de la commune, telle qu'elle ressort de la base de données européenne d’occupation biophysique des sols Corine Land Cover (CLC), est marquée par l'importance des forêts et milieux semi-naturels (51,3 % en 2018), en augmentation par rapport à 1990 (49 %). La répartition détaillée en 2018 est la suivante :
zones agricoles hétérogènes (31 %), forêts (25,8 %), milieux à végétation arbustive et/ou herbacée (25,5 %), zones urbanisées (6,6 %), cultures permanentes (6 %), zones industrielles ou commerciales et réseaux de communication (5 %), espaces verts artificialisés, non agricoles (0,1 %). L'évolution de l’occupation des sols de la commune et de ses infrastructures peut être observée sur les différentes représentations cartographiques du territoire : la carte de Cassini (XVIIIe siècle), la carte d'état-major (1820-1866) et les cartes ou photos aériennes de l'IGN pour la période actuelle (1950 à aujourd'hui).

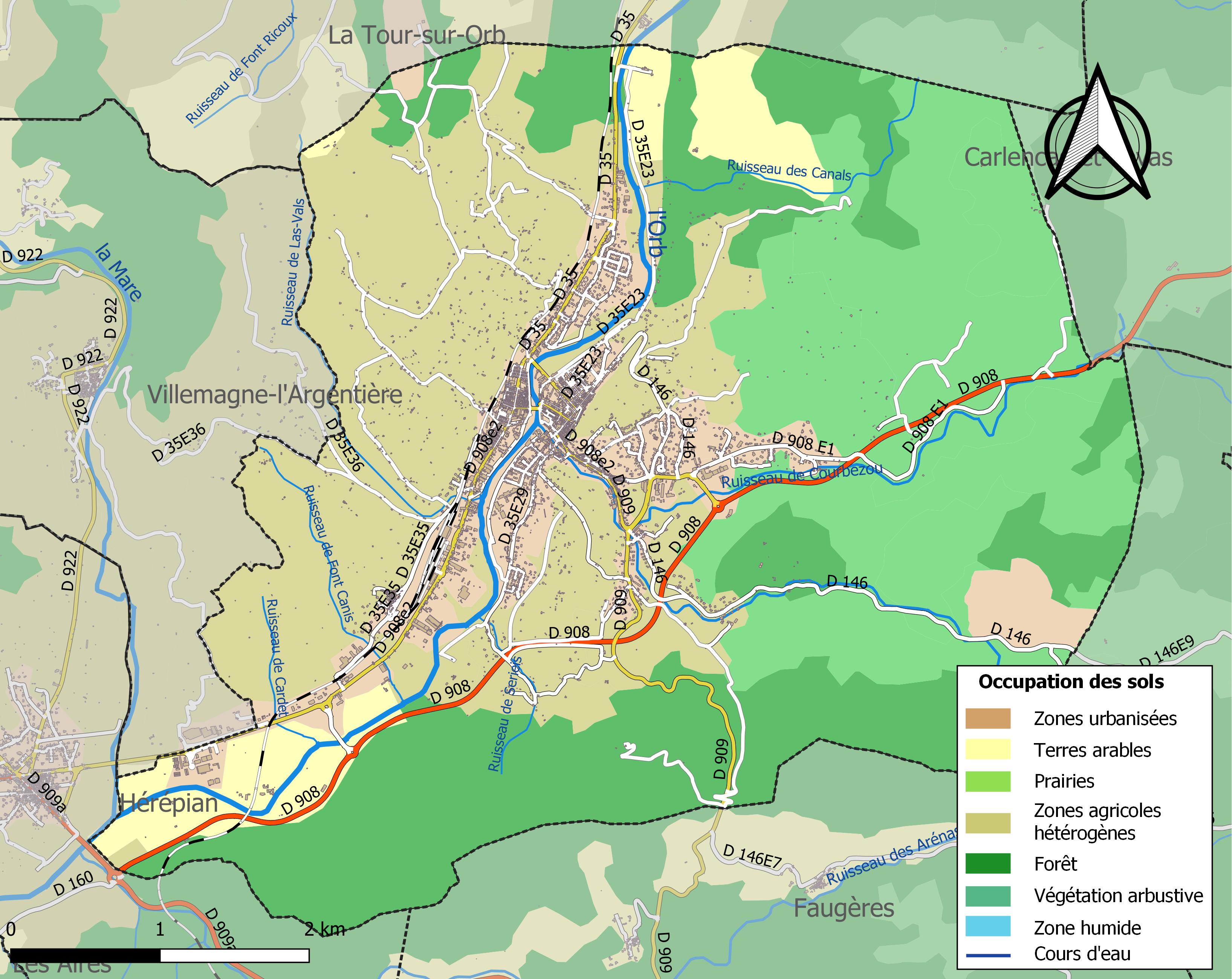
Carte des infrastructures et de l'occupation des sols de la commune en 2018 (CLC).

### Risques majeurs
Le territoire de la commune de Bédarieux est vulnérable à différents aléas naturels : météorologiques (tempête, orage, neige, grand froid, canicule ou sécheresse), inondations, feux de forêts, mouvements de terrains et séisme (sismicité très faible). Il est également exposé à deux risques technologiques,  le transport de matières dangereuses et la rupture d'un barrage, et à deux risques particuliers : le risque minier et le risque de radon. Un site publié par le BRGM permet d'évaluer simplement et rapidement les risques d'un bien localisé soit par son adresse soit par le numéro de sa parcelle.

#### Risques naturels
Certaines parties du territoire communal sont susceptibles d’être affectées par le risque d’inondation par débordement de cours d'eau, notamment l'Orb et la Mare. La commune a été reconnue en état de catastrophe naturelle au titre des dommages causés par les inondations et coulées de boue survenues en 1982, 1990, 1992, 1995, 1997, 2014 et 2019,.
Bédarieux est exposée au risque de feu de forêt. Un plan départemental de protection des forêts contre les incendies (PDPFCI) a été approuvé en juin 2013 et court jusqu'en 2022, où il doit être renouvelé. Les mesures individuelles de prévention contre les incendies sont précisées par deux arrêtés préfectoraux et s’appliquent dans les zones exposées aux incendies de forêt et à moins de 200 mètres de celles-ci. L’arrêté du 25 avril 2002 réglemente l'emploi du feu en interdisant notamment d’apporter du feu, de fumer et de jeter des mégots de cigarette dans les espaces sensibles et sur les voies qui les traversent sous peine de sanctions. L'arrêté du 11 mars 2013 rend le débroussaillement obligatoire, incombant au propriétaire ou ayant droit,.

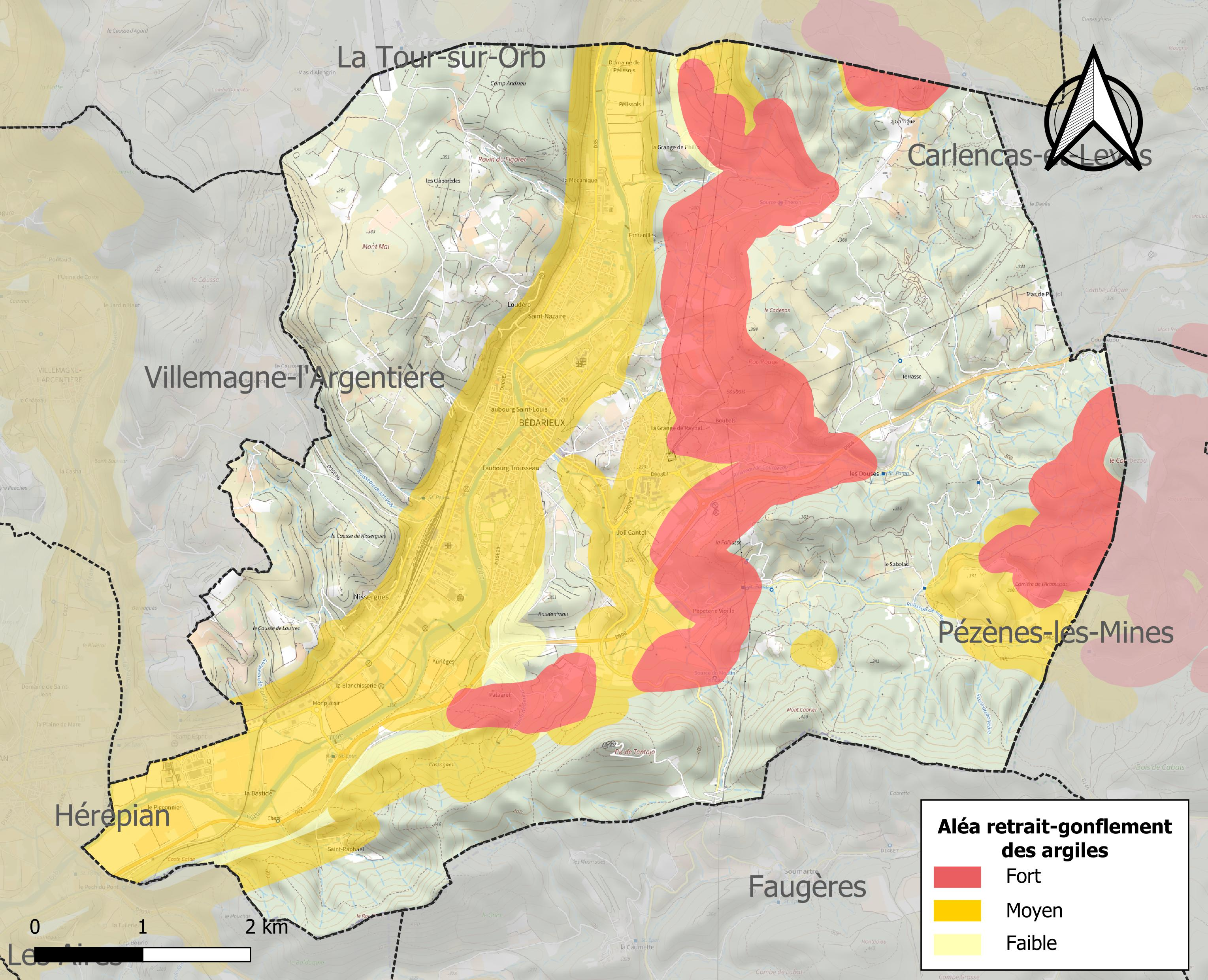
Carte des zones d'aléa retrait-gonflement des sols argileux de Bédarieux.

La commune est vulnérable au risque de mouvements de terrains constitué principalement du retrait-gonflement des sols argileux. Cet aléa est susceptible d'engendrer des dommages importants aux bâtiments en cas d’alternance de périodes de sécheresse et de pluie. 42,8 % de la superficie communale est en aléa moyen ou fort (59,3 % au niveau départemental et 48,5 % au niveau national). Sur les 2 030 bâtiments dénombrés sur la commune en 2019, 1 569 sont en aléa moyen ou fort, soit 77 %, à comparer aux 85 % au niveau départemental et 54 % au niveau national. Une cartographie de l'exposition du territoire national au retrait gonflement des sols argileux est disponible sur le site du BRGM,.
Par ailleurs, afin de mieux appréhender le risque d’affaissement de terrain, l'inventaire national des cavités souterraines permet de localiser celles situées sur la commune.

#### Risques technologiques
Le risque de transport de matières dangereuses sur la commune est lié à sa traversée par des infrastructures routières ou ferroviaires importantes ou la présence d'une canalisation de transport d'hydrocarbures. Un accident se produisant sur de telles infrastructures est susceptible d’avoir des effets graves sur les biens, les personnes ou l'environnement, selon la nature du matériau transporté. Des dispositions d’urbanisme peuvent être préconisées en conséquence.
La commune est en outre située en aval du Barrage des monts d'Orb, un ouvrage de classe A sur l'Orb, mis en service en 1961 et disposant d'une retenue de 30,6 millions de mètres cubes. À ce titre elle est susceptible d’être touchée par l’onde de submersion consécutive à la rupture de cet ouvrage.

#### Risque particulier
L’étude Scanning de Géodéris réalisée en 2008 a établi pour le département de l’Hérault une identification rapide des zones de risques miniers liés à l’instabilité des terrains. Elle a été complétée en 2015 par une étude approfondie sur les anciennes exploitations minières du bassin houiller de Graissessac et du district polymétallique de Villecelle. La commune est ainsi concernée par le risque minier, principalement lié à l’évolution des cavités souterraines laissées à l’abandon et sans entretien après l’exploitation des mines.
Dans plusieurs parties du territoire national, le radon, accumulé dans certains logements ou autres locaux, peut constituer une source significative d’exposition de la population aux rayonnements ionisants. Certaines communes du département sont concernées par le risque radon à un niveau plus ou moins élevé. Selon la classification de 2018, la commune de Bédarieux est classée en zone 2, à savoir zone à potentiel radon faible mais sur lesquelles des facteurs géologiques particuliers peuvent faciliter le transfert du radon vers les bâtiments.

## Toponymie
Le nom de la localité est attesté sous la forme Bedeiriae en 1164, Bitterivis en 1323,.
Albert Dauzat déduit d'après la première forme ancienne Bedeiriae et le second élément -ivis de la seconde forme, un type *Betarium (de beta « betterave » + suffixe -arium localisant), suivi du suffixe -ivum, c'est-à- dire un *Betariuivum réduit à *Betarivum, *Betarivis au datif et à l'ablatif pluriel. En occitan, le [t] s'est régulièrement sonorisé en [d] à l'intervocalique, d'où *Beta- > Beda- et ce, à la différence du français où il s'est totalement amuï (ex : latin cadena « chaîne » > occ. languedocien cadena, français chaîne).
Ernest Nègre voit dans l'élément -rivis le mot latin pour « ruisseau, rivière » au datif ou à l'ablatif pluriel, précédé d'un bas latin beta « lit de cours d'eau, canal » qui pourrait être le même mot que le gaulois bedo- qui a donné le français bief, il est suivi du suffixe -ariu(m). Par conséquent *Betaria signifierait la « (ferme) du cours d'eau » et *Betariae rivos « les ruisseaux de *Betaria ». Le latin rivus a donné l'occitan languedocien riu et auvergnat rieu « ruisseau » et comme il y a deux ruisseaux, le nom a été francisé en Béda-rieux (au pluriel).
Une autre hypothèse fait état de la forme de l'ancien occitan Becderius devenue Bedarius, qui désignerait « le bec formé par le Vebre se jetant dans l'Orb ». Elle contredit les formes plus anciennes, c'est donc Becderius qui représente une forme altérée par l'étymologie populaire, c'est-à-dire comprise comme *Bec de rius « « bec des ruisseaux », Bé- ayant été perçu par les copistes comme la prononciation populaire de bec. C'est à ce titre qu'elle n'est pas prise en compte par Ernest Nègre spécialiste de la toponymie occitane.
Frank R. Hamlin reprend une autre hypothèse (émise par  H. Guiter – Féd. Hist. Languedoc Méd. Roussillon, XXXVIè Congrès,1963, pp. 147-151) basée sur une forme latinisée *Biterria, avec désinence de l'ablatif-locatif -is, du vascon biterri, « bourg de la route », qui aurait fourni également le nom de Béziers. Au cours du Moyen Âge, l'accent tonique serait passé sur la dernière syllabe qui aurait subi ensuite l'influence paronymique de l'occitan rieu, « rivière ».

## Histoire

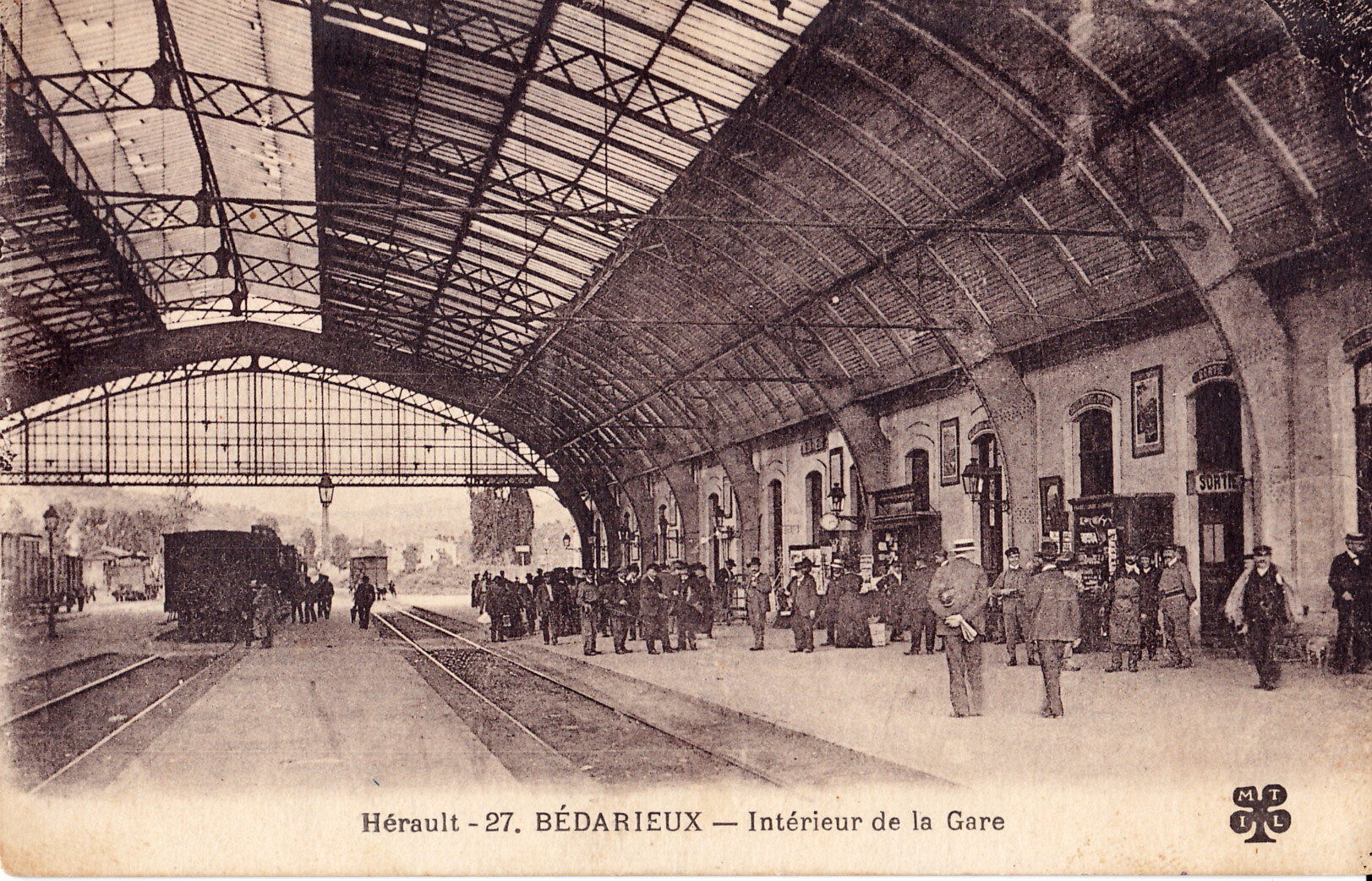
Marquise de la gare de Bédarieux, dans les années 1900.

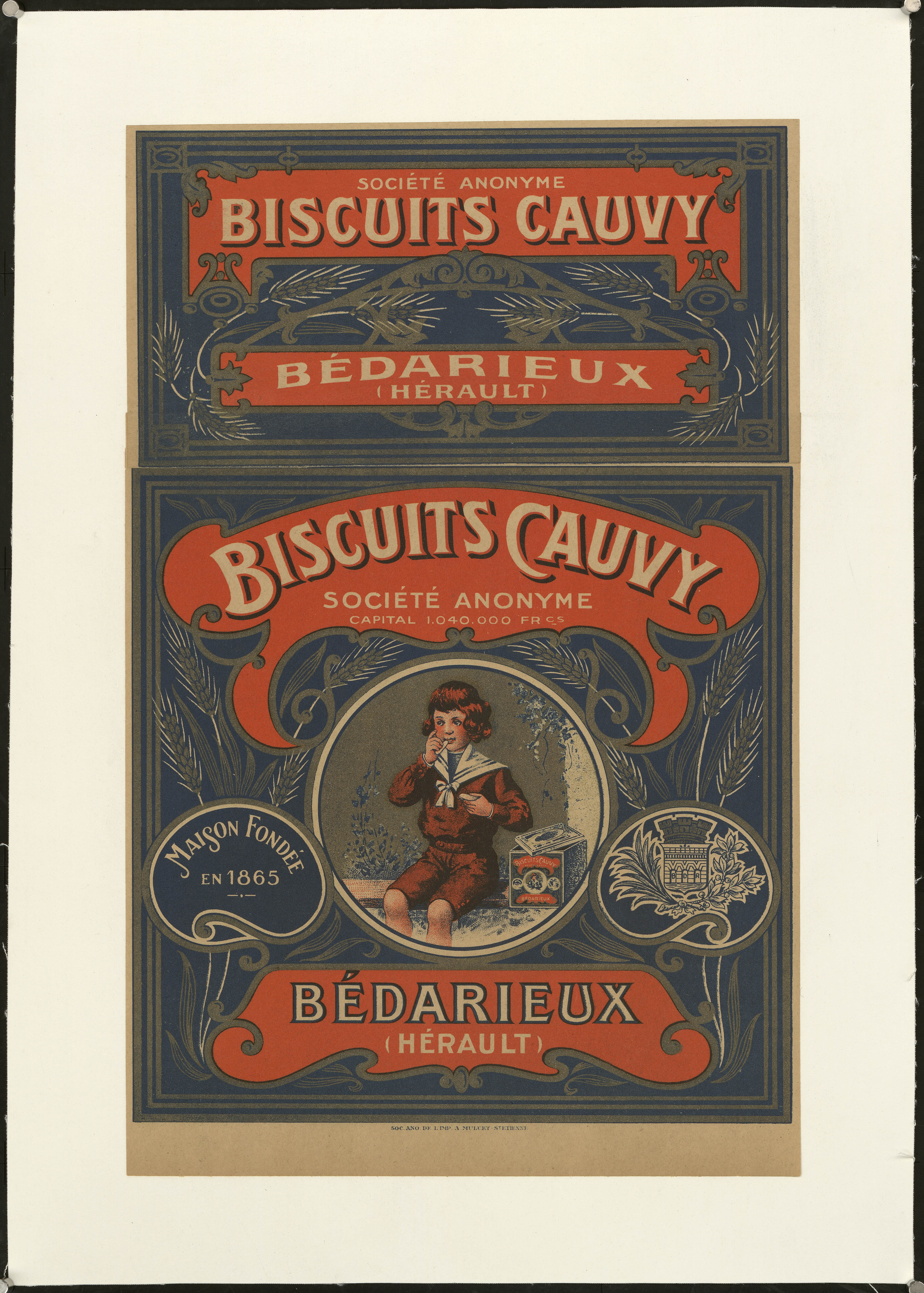
Affiche publicitaire des Biscuits Cauvy, maison fondée en 1865.

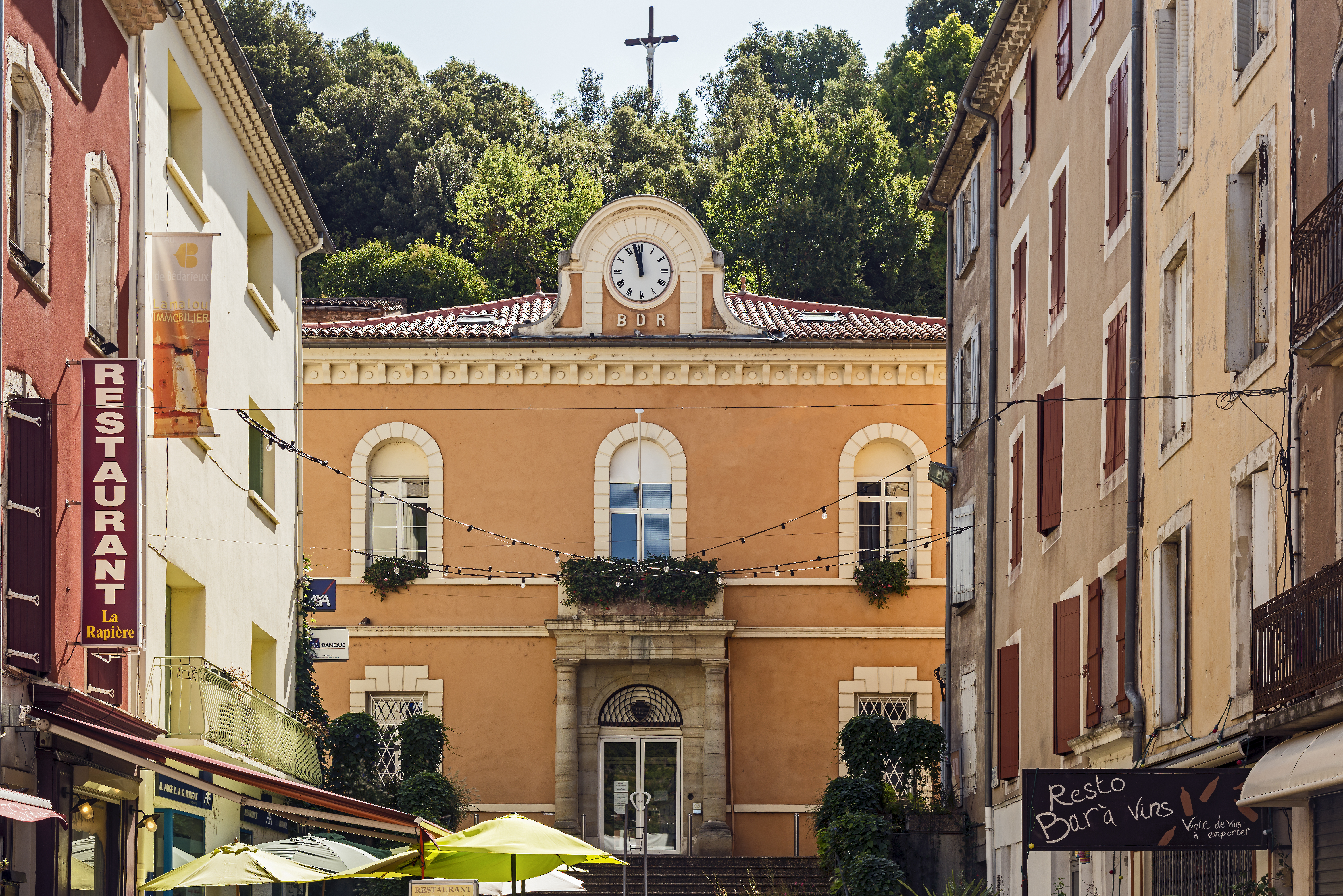
La mairie.

Lors de fouilles menées dans le quartier des rues Basses durant les années 1910, des pièces romaines du IVe siècle furent découvertes, laissant supposer l’existence d’une villa gallo-romaine dans cette zone.
Les archives de la ville conservent par ailleurs de nombreux documents qui retracent la gestion et le fonctionnement de la ville, dont les premières mentions remontent au XIIe siècle. Bâtie au carrefour des voies de communication routières, au confluent du fleuve Orb et du torrent Vèbre, elle était très prisée.
Signalée par l'essor d'une industrie florissante dès la fin du XIIe siècle, la ville voit donc se développer rapidement des activités manufacturières. Au Moyen Âge, l'industrie lainière s'y développe, ainsi que les tanneries et les filatures. Les marchés deviennent plus importants. Les mines de bauxite et de charbon sont exploitées et Bédarieux se modernise au cours des ans. Marquée par les guerres de Religion ou la destruction d'anciens remparts, ces événements sont autant de soubresauts n’ayant pas toutefois freiné l’extension industrielle (exploitation des mines et contrecoup du développement commercial suscité par la construction du canal du Midi ou du port de Sète). Bédarieux est dotée d’un conseil municipal dès 1790 et devient chef-lieu de canton à cette même période. Lors de la Révolution française, les citoyens de la commune se réunissent au sein de la société révolutionnaire, baptisée « société des amis de la constitution » et créée le 1er juin 1790. Elle compte 250 inscrits.
Après le coup d'État du 2 décembre 1851 de Louis-Napoléon Bonaparte, les républicains de Bédarieux et de ses environs s'insurgent pour défendre la République. Ils réussissent à tenir la ville quelques heures. À Bédarieux, les insurgés n'ont pas comme le prétendit la presse, dévoré le cadavre du maréchal des logis Léotard luttant pour la mise en place de Napoléon III. Mais ils semblent bien avoir uriné sur son cadavre et brûlé ses moustaches.
Bédarieux durant l'âge industriel (1814-1914) accueille le chemin de fer dès les années 1850. Avec la construction d'un viaduc de 710 mètres qui traverse la vallée de l'Orb, les mines de houille de Graissessac deviennent accessibles par la voie ferrée qui l'emprunte. Elle permet également de développer les échanges avec la côte méditerranéenne (Béziers, Sète et Marseille) en écoulant les textiles et les cuirs des tanneries.
Parmi les grands actionnaires de la construction de la voie ferrée dans la haute vallée de l'Orb, le grand industriel Justin Bernat (1839-1906) a joué un rôle important. Adjoint au maire de Bédarieux, il possédait trois usines liées à la confection de textiles, de draps et de cuirs.
Bédarieux subit de plein fouet au XXe siècle les affres de l'histoire contemporaine, notamment les deux guerres mondiales et le déclin de l'industrie. Depuis, des efforts sont toutefois consacrés à revaloriser la ville par une intense activité culturelle, une politique touristique volontaire, comme par le souci d’attirer en son sein de nouvelles activités économiques et industrielles. Parmi les nouvelles réalisations, on peut citer la salle polyvalente la Tuilerie, la nouvelle station d'épuration, et le Parc Régional d'activités économiques Aristide Cavaillé-Coll, créé par la Région.

## Politique et administration

### Jumelages
Au 9 novembre 2013, Bédarieux est jumelée avec :
- Leutkirch im Allgäu (Allemagne) depuis 1982, jumelage placé sur le thème de la culture. Ses initiateurs en sont Christian Guilhabert côté français, ainsi que le couple Cariot côté allemand. Une intention de coopération dans le domaine du développement durable a par ailleurs été signée le 2 septembre 2012[52] ;
- Médenine (Tunisie) depuis 1999, jumelage placé sur le thème de la culture ;
- Ouarzazate (Maroc) depuis 2008, jumelage placé sur le thème de la gouvernance locale. Ce jumelage est né des échanges que le maire de Bédarieux et conseiller général délégué aux relations internationales du département, a établis entre le département de l’Hérault et la région du Souss-Massa-Drâa au sud du Maroc[53].

## Démographie
La commune s'étend sur 27,8 km2. Au dernier recensement de 2022, elle comptait 5 820 habitants, soit une densité de 220 habitants par km2.
 Le code Insee de la commune de Bédarieux est 34028.
| 1793  | 1800  | 1806  | 1821  | 1831  | 1836  | 1841  | 1846  | 1851  |
| ----- | ----- | ----- | ----- | ----- | ----- | ----- | ----- | ----- |
| 3 302 | 3 330 | 3 827 | 5 418 | 5 998 | 8 293 | 9 012 | 9 369 | 9 959 |

| 1856  | 1861  | 1866  | 1872  | 1876  | 1881  | 1886  | 1891  | 1896  |
| ----- | ----- | ----- | ----- | ----- | ----- | ----- | ----- | ----- |
| 9 829 | 9 087 | 8 985 | 7 892 | 7 691 | 6 923 | 7 320 | 6 578 | 5 968 |

| 1901  | 1906  | 1911  | 1921  | 1926  | 1931  | 1936  | 1946  | 1954  |
| ----- | ----- | ----- | ----- | ----- | ----- | ----- | ----- | ----- |
| 6 106 | 6 131 | 6 186 | 6 505 | 7 994 | 9 224 | 8 512 | 7 033 | 7 416 |

| 1962  | 1968  | 1975  | 1982  | 1990  | 1999  | 2006  | 2011  | 2016  |
| ----- | ----- | ----- | ----- | ----- | ----- | ----- | ----- | ----- |
| 7 263 | 7 135 | 6 425 | 6 207 | 5 997 | 5 962 | 6 518 | 6 342 | 5 824 |

| 2021  | 2022  | - | - | - | - | - | - | - |
| ----- | ----- | - | - | - | - | - | - | - |
| 5 778 | 5 820 | - | - | - | - | - | - | - |

## Économie

### Revenus
En 2018, la commune compte 2 874 ménages fiscaux, regroupant 5 526 personnes. La médiane du revenu disponible par unité de consommation est de 17 220 € (19 820 € dans le département). 32 % des ménages fiscaux sont imposés (40,7 % dans le département).

### Emploi
|                | 2008   | 2013   | 2018   |
| -------------- | ------ | ------ | ------ |
| Commune        | 11,9 % | 12,6 % | 17,3 % |
| Département    | 8,9 %  | 11,1 % | 11,2 % |
| France entière | 8,3 %  | 10 %   | 10 %   |

En 2018, la population âgée de 15 à 64 ans s'élève à 3 297 personnes, parmi lesquelles on compte 67,3 % d'actifs (49,9 % ayant un emploi et 17,3 % de chômeurs) et 32,7 % d'inactifs,. Depuis 2008, le taux de chômage communal (au sens du recensement) des 15-64 ans est supérieur à celui de la France et du département.
La commune est la commune-centre de l'aire d'attraction de Bédarieux,. Elle compte 2 662 emplois en 2018, contre 2 758 en 2013 et 2 797 en 2008. Le nombre d'actifs ayant un emploi résidant dans la commune est de 1 680, soit un indicateur de concentration d'emploi de 158,4 % et un taux d'activité parmi les 15 ans ou plus de 45,2 %.
Sur ces 1 680 actifs de 15 ans ou plus ayant un emploi, 1 016 travaillent dans la commune, soit 61 % des habitants. Pour se rendre au travail, 74,9 % des habitants utilisent un véhicule personnel ou de fonction à quatre roues, 2,4 % les transports en commun, 17,4 % s'y rendent en deux-roues, à vélo ou à pied et 5,4 % n'ont pas besoin de transport (travail au domicile).

### Activités hors agriculture

#### Secteurs d'activités
567 établissements sont implantés à Bédarieux au 31 décembre 2019. Le tableau ci-dessous en détaille le nombre par secteur d'activité et compare les ratios avec ceux du département,.
| Secteur d'activité                                                                                        | Commune | Commune | Département |
| Secteur d'activité                                                                                        | Nombre  | %       | %           |
| --- | ------- | ------- | ----------- |
| Ensemble                                                                                                  | 567     | 100 %   | (100 %)     |
| Industrie manufacturière, industries extractives et autres                                                | 43      | 7,6 %   | (6,7 %)     |
| Construction                                                                                              | 78      | 13,8 %  | (14,1 %)    |
| Commerce de gros et de détail, transports, hébergement et restauration                                    | 177     | 31,2 %  | (28 %)      |
| Information et communication                                                                              | 14      | 2,5 %   | (3,3 %)     |
| Activités financières et d'assurance                                                                      | 27      | 4,8 %   | (3,2 %)     |
| Activités immobilières                                                                                    | 19      | 3,4 %   | (5,3 %)     |
| Activités spécialisées, scientifiques et techniques et activités de services administratifs et de soutien | 54      | 9,5 %   | (17,1 %)    |
| Administration publique, enseignement, santé humaine et action sociale                                    | 110     | 19,4 %  | (14,2 %)    |
| Autres activités de services                                                                              | 45      | 7,9 %   | (8,1 %)     |

Le secteur du commerce de gros et de détail, des transports, de l'hébergement et de la restauration est prépondérant sur la commune puisqu'il représente 31,2 % du nombre total d'établissements de la commune (177 sur les 567 entreprises implantées à Bédarieux), contre 28 % au niveau départemental.

#### Entreprises et commerces
Les cinq entreprises ayant leur siège social sur le territoire communal qui génèrent le plus de chiffre d'affaires en 2020 sont :
- Soherdis, supermarchés (14 269 k€) ;
- Lesperon, commerce de détail de quincaillerie, peintures et verres en grandes surfaces (400 m2 et plus) (5 908 k€) ;
- Autocars Bernard Pons Et Fils, transports routiers réguliers de voyageurs (4 510 k€) ;
- Socoler, supermarchés (3 184 k€) ;
- Societe Jean Roger, travaux de terrassement courants et travaux préparatoires (2 749 k€).

### Emploi
En 2013, la population âgée de 15 à 64 ans s'élevait à 3 675 personnes, parmi lesquelles on comptait 64,1 % d'actifs dont 51,5 % ayant un emploi et 12,6 % de chômeurs. Le nombre d'emplois dans la zone est de 2 758 et le nombre d'actifs ayant un emploi résidant dans la zone est de 1 916. Mais comme seulement 61,2 % des actifs travaillent dans la commune plus d'un tiers des emplois de la commune sont pourvus par des actifs habitant d'autres communes.

### Agriculture
La commune est dans le « Soubergues », une petite région agricole occupant le nord-est du département de l'Hérault. En 2020, l'orientation technico-économique de l'agriculture  sur la commune est la culture de fruits ou d'autres cultures permanentes.
|               | 1988 | 2000 | 2010 | 2020 |
| ------------- | ---- | ---- | ---- | ---- |
| Exploitations | 193  | 53   | 22   | 18   |
| SAU (ha)      | 297  | 314  | 318  | 191  |

Le nombre d'exploitations agricoles en activité et ayant leur siège dans la commune est passé de 193 lors du recensement agricole de 1988  à 53 en 2000 puis à 22 en 2010 et enfin à 18 en 2020, soit une baisse de 91 % en 32 ans. Le même mouvement est observé à l'échelle du département qui a perdu pendant cette période 67 % de ses exploitations,. La surface agricole utilisée sur la commune a également diminué, passant de 297 ha en 1988 à 191 ha en 2020. Parallèlement la surface agricole utilisée moyenne par exploitation a augmenté, passant de 2 à 11 ha.

### Entreprises et commerces
Au 31 décembre 2014, Bédarieux comptait 663 établissements dont 13 dans l'agriculture, sylviculture et pêche, 32 dans l'industrie, 82 dans la construction, 414 dans le commerce, transports, services divers et 122 dans l'administration publique, enseignement, santé, action sociale.
Les zones d'activité économique
Ville-centre de la Haute Vallée de l'Orb (territoire de 25 000 habitants), Bédarieux a mis à la disposition des chefs d'entreprises, industriels et artisans trois zones d'activité économique. Deux d'entre elles accueillent des entreprises industrielles et de services, une autre est entièrement destinée aux entreprises artisanales.
- Pépinière d'entreprises Ecoparc PHOROS - Route de St Pons.
L’antenne du Haut Languedoc et Vignobles, Fiducial, l’entreprise CompilSoft, Les Ateliers de Plaisance, un centre de dialyse et une étude notariale ;
- Zone artisanale - route de Lodève.
Pépinière entièrement destinée à l'artisanat, elle accueille 12 entreprises ;
- Parc Régional d'Activités Économiques Cavaillé-Coll.
Bédarieux fait partie des 18 villes en Languedoc-Roussillon retenues par le conseil régional pour la création d'un Parc d'Activités Économiques. Sur l'axe Bédarieux-Lamalou des terrains ont été aménagés en zone commerciale sur un terrain de huit hectares. Ce parc a vocation à accueillir des entreprises dans le domaine de l’artisanat et du tertiaire.

Les entreprises historiques
- KP1 : Poutre en béton précontraint. Le site de Bédarieux est le plus ancien du groupe. Il fête ses cent ans en 2013 ;
- Colas : C’est la plus ancienne agence du groupe Colas France.

Les entreprises innovantes en plein développement
- Paul Boyé Technologies : Le marché international est largement[61] ouvert à cette entreprise de haute technologie spécialisée dans le vêtement de protection nucléaire, bactériologique et chimique ;
- REC France : Cette entreprise spécialisée dans la conception et la fabrication de produits paramédicaux est installée depuis une dizaine d’années dans des locaux communaux ;
- CompilSoft : Cette start-up qui développe des logiciels pour de grands groupes français s’est installée en 2008 dans les locaux de Phoros. Elle emploie des infographistes et ingénieurs informatiques.

Emplois selon le secteur d'activité
Bédarieux compte environ 2 700 emplois. Les emplois publics, santé, enseignement représentent 46 % de l’emploi sur la commune. Commerces, services divers, transports représentent 53 % des entreprises.
- Administrations publiques et permanences :
Communauté de communes Grand Orb ; Hôtel des finances ; Agence Technique Départementale ; Pôle économique - Point info énergie du Pays Haut Languedoc et Vignobles ; La Poste ; Inspection de l'Éducation nationale ; Sapeurs forestiers ; Office national de la chasse et de la faune sauvage ; Fédération départementale des chasseurs de l'Hérault ;
- Permanences sociales :
La commune possède un Centre communal d'action sociale ; sur le même site sont tenues les permanences suivantes (sur rendez-vous) : Caisse d'allocations familiales, CARSAT, C. I.C.A.S, Gérantosud, Service Logement (Association d’Accueil des Jeunes Travailleurs), UFC Que Choisir. Autres permanences sociales sur la ville : MLI, Pôle emploi, P.L. I.E, Agence de la solidarité départementale (Antenne médico-sociale et PMI), UTAG Piémont Biterrois ;
- À la Maison de Pays :
Permanences et antennes : La Pastorale, Chambre d'agriculture, SAFER Languedoc Roussillon, MSA, Présence verte, SUAMME, CETA Castanéicole de l'Hérault, CRPF, ABC, Des Cuisines et des Monts, Syndicat des Vins de la Haute Vallée de l’Orb.

## Culture locale et patrimoine

### Lieux et monuments

#### Patrimoine bâti
- En 1895, grâce au don de Noémie Bertomieu, l'hôpital la Providence est construit ;
- Viaduc : cet ouvrage servait à transporter les produits miniers de Graissesac à Bédarieux.
Construit en 1854, le viaduc est long de 710 mètres. Avec ses 37 arches, c'est le plus long pont de la ligne de chemin de fer Graissessac-Béziers qui servait au transport du charbon. Sa construction prit un temps record : seulement 20 mois (de 1854 à 1856) pour réaliser cet ouvrage que l'on qualifia de « cyclopéen ». Plus de 4 000 ouvriers furent mobilisés et de nombreuses carrières de pierres furent ouvertes à proximité pour fournir près de 20 000 mètres cubes de matériaux. Elles sont toujours visibles dans le paysage ;
- Le Pont-Vieux du XVe siècle, plusieurs fois reconstruit, et le pont de la Préfecture ;
- Église Saint-Louis de Bédarieux : datant du début du XIXe siècle, l’église est dédiée à Saint Louis, un vitrail rappelle l’épisode des croisades. Dans le chœur, une grande toile représente Louis XVI dans sa gloire, salué par toutes les personnes reconnaissantes. De part et d'autre de la chapelle, les longs bâtiments rectangulaires de l'hospice Saint-Louis dessinés par l'architecte Jean-Pierre Blanc en 1825 ;
- Église Saint-Alexandre de Bédarieux : détruite trois fois, en 1364 par les troupes anglaises, en 1563 par les Protestants et en 1622, l'église fut reconstruite de 1630 à 1687. Le clocher, quant à lui, fut commencé en 1707 et terminé en 1724. Achevée définitivement au XIXe siècle, l'église se caractérise par un plan en croix latine à chœur décentré, qui symbolise la tête penchée du Christ sur la croix. À remarquer la porte triomphale due à l'architecte Jean-Pierre Blanc en 1821 et l'orgue romantique installé en 1870 ;
- Église Saint-Jean-Baptiste de Nissergues ;
- Chapelle Saint-Raphaël de la Bastide : construite au bord de l'Orb au cœur du vignoble, la chapelle Saint-Raphaël, classée monument historique en 1989[62] et récemment restaurée[63], est composée d'une nef unique terminée par une abside quadrangulaire. C’est un site préroman du XIIe siècle. Elle a été édifiée comme paroissiale du domaine de la Bastide dont on aperçoit l’imposante silhouette à 250 mètres vers le nord. Cette dernière ferme fortifiée dépendait de l'abbaye bénédictine de Villemagne-l'Argentière[62], un des grands centres bénédictins fondés au IXe siècle, dont la richesse provenait de l’exploitation des mines d’argent[63].
À proximité de la chapelle, une source miraculeuse jaillit au fond d’une petite alcôve, dont le fond a été aménagé en cuvette. Jusqu’en 1950, chaque année à la Saint-Jean, les pèlerins venaient y tremper leur mouchoir pour l’appliquer sur leurs yeux malades[63]. On y plongeait aussi les enfants pour les fortifier. Accès libre par le sentier de la boucle d'Orb, au départ du Campotel les Trois Vallées de Bédarieux ou par la route de Béziers à Hérépian ;
- Les monuments aux morts. La ville possède deux monuments dont un monument commémoratif de la guerre franco-prussienne de 1870, il est inscrit au titre de l'Inventaire général du patrimoine culturel[64]. Le monument de la guerre de 14-18 et suivantes du square du souvenir qui est du sculpteur Joseph Malet date de 1923, il est également inscrit au titre de l'Inventaire général du patrimoine culturel[65] ;
- Le monument à Pierre Auguste Cot surmonté d'un buste en bronze d'Antonin Mercié 1891. Ce monument est inscrit au titre de l'Inventaire général du patrimoine culturel[66] ;
- La statue de Ferdinand Fabre par Jacques Villeneuve. Monument inscrit au titre de l'Inventaire général du patrimoine culturel[67] ;
- La mairie dessinée par l'architecte Jean-Pierre Blanc en 1821 ;
- Les mazets.

Galerie
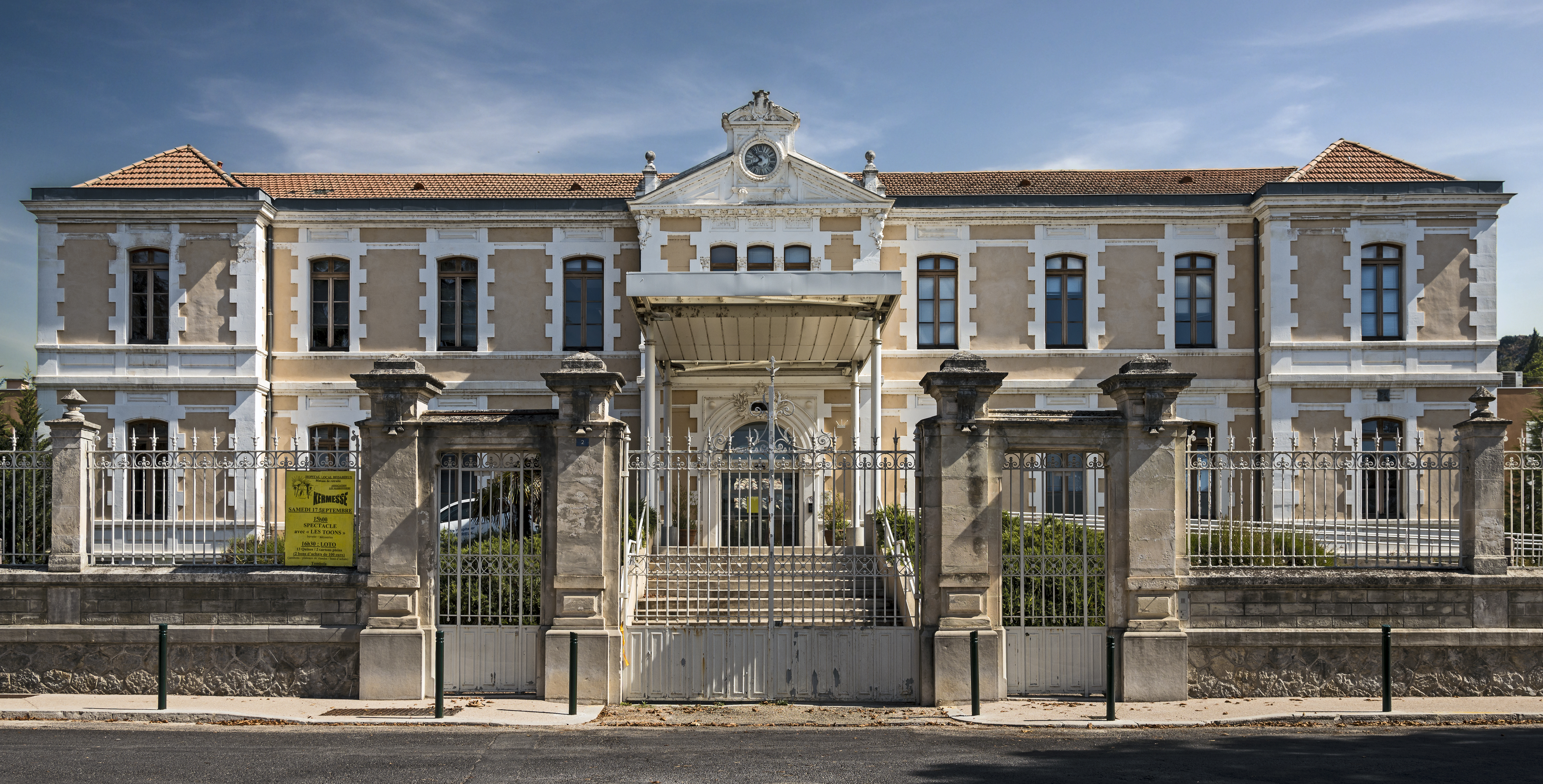
L'hôpital de Bédarieux.
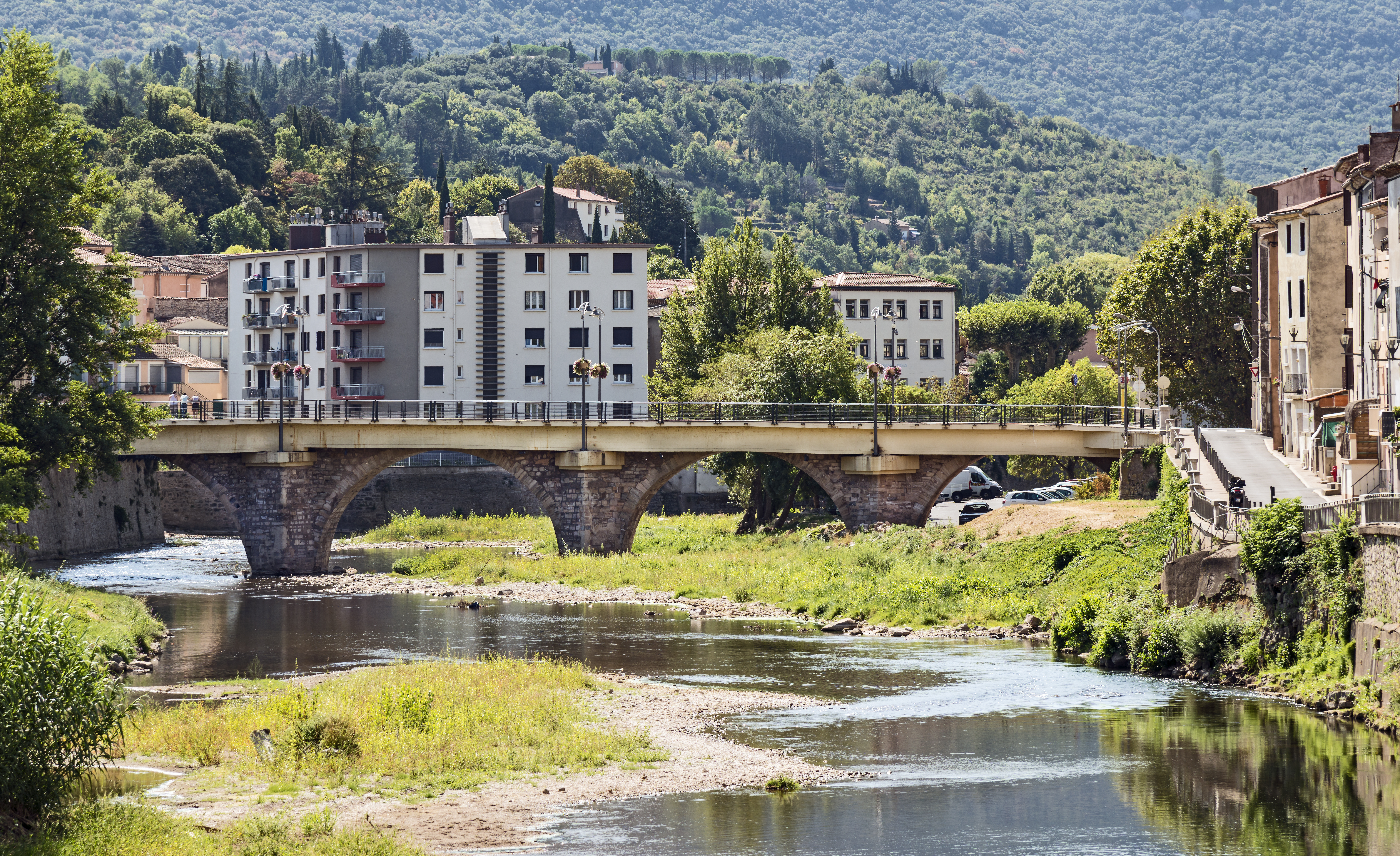
Le Pont Vieux.
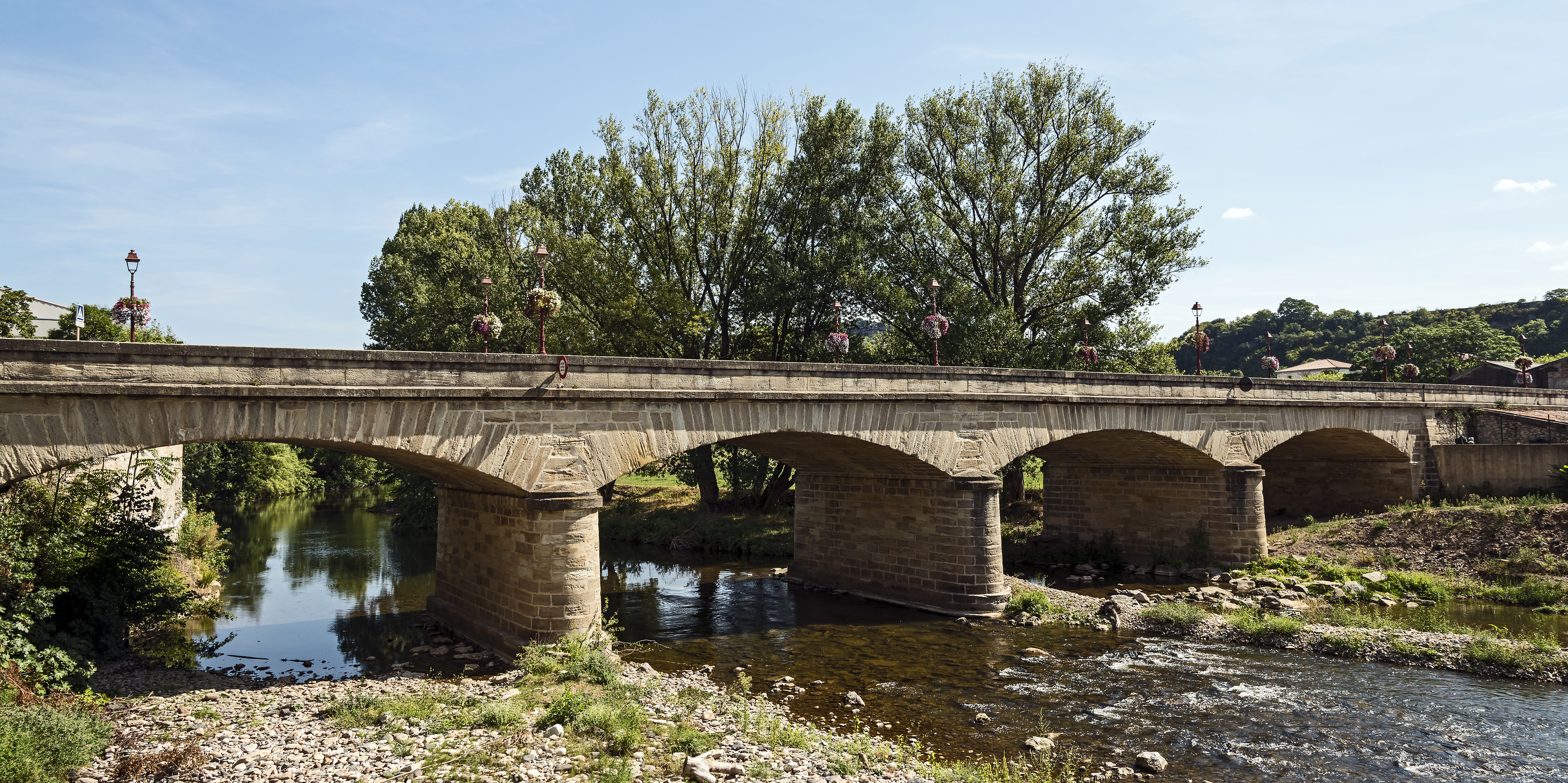
Le pont de la Préfecture.
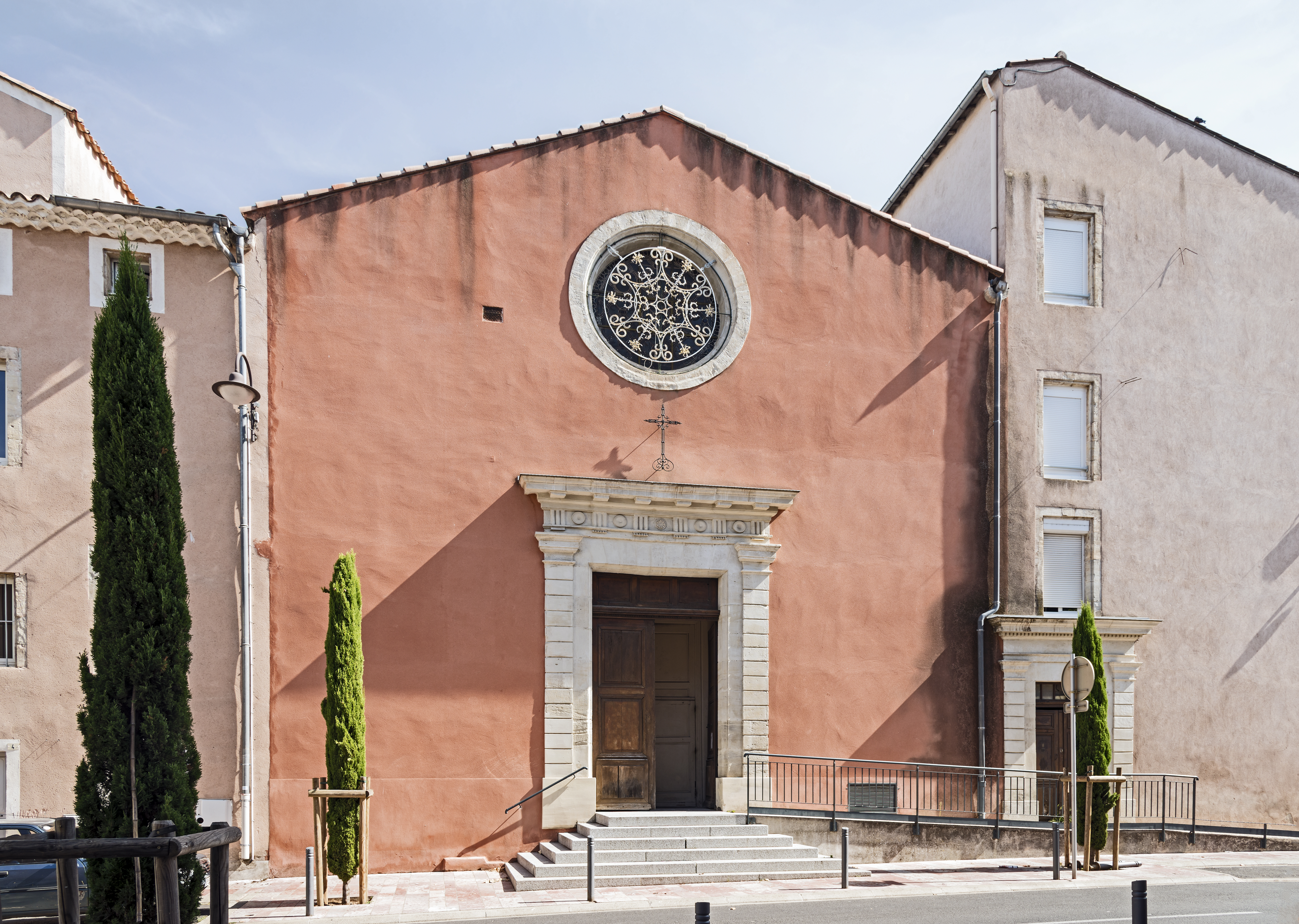
Façade sud-ouest de l'église Saint-Alexandre.
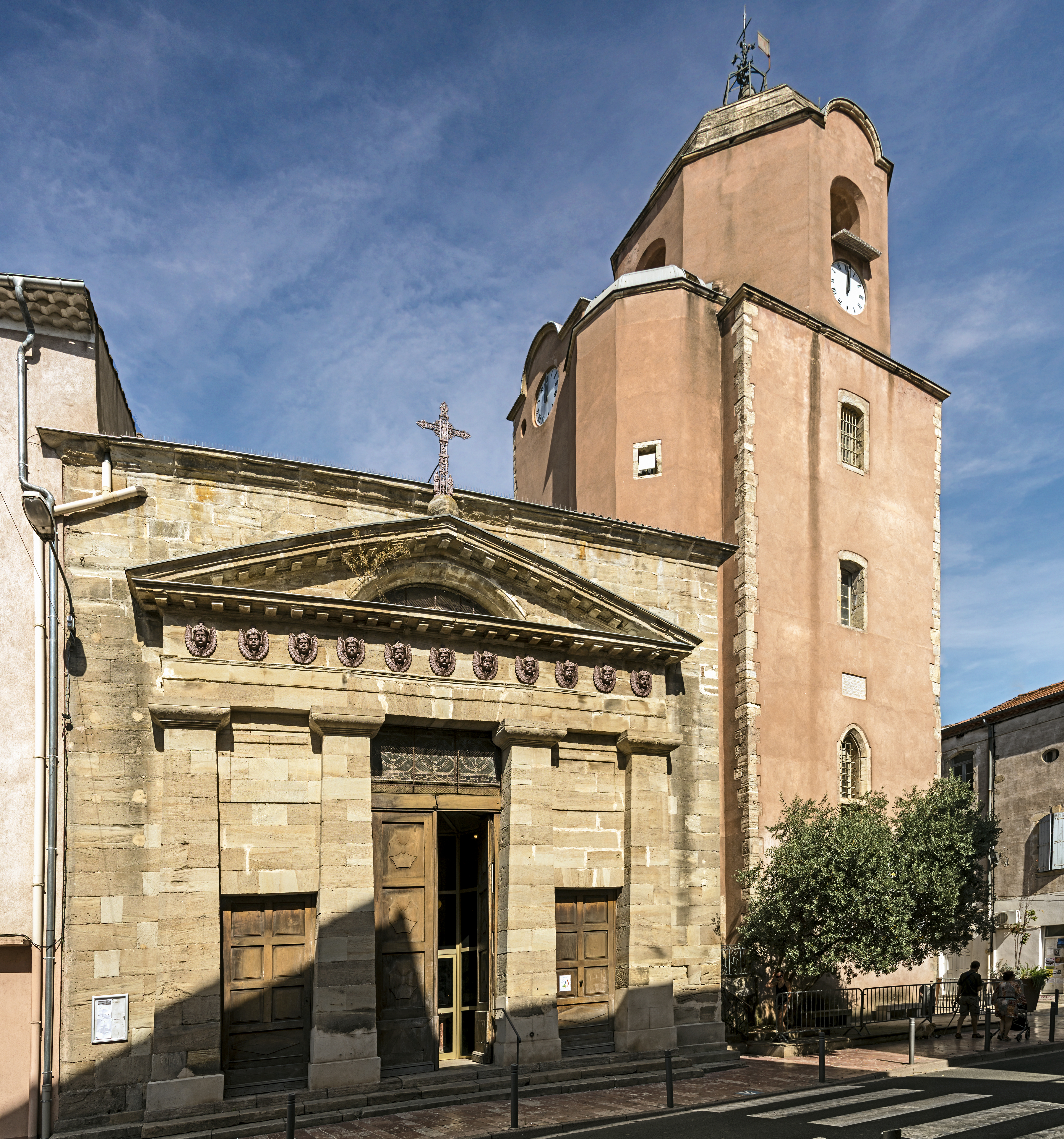
Façade sud-est de l'église Saint-Alexandre.
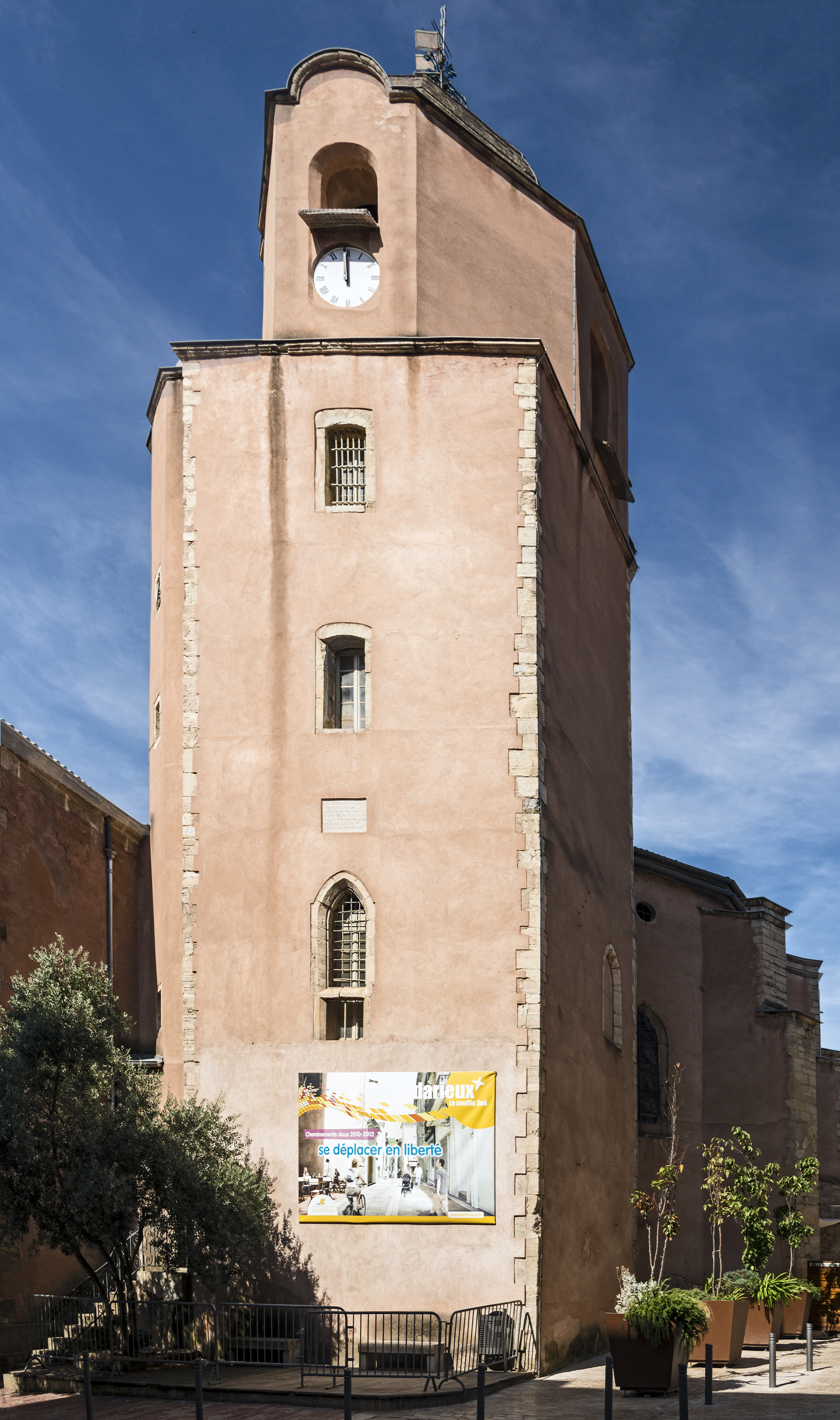
Le clocher de l'église Saint-Alexandre.
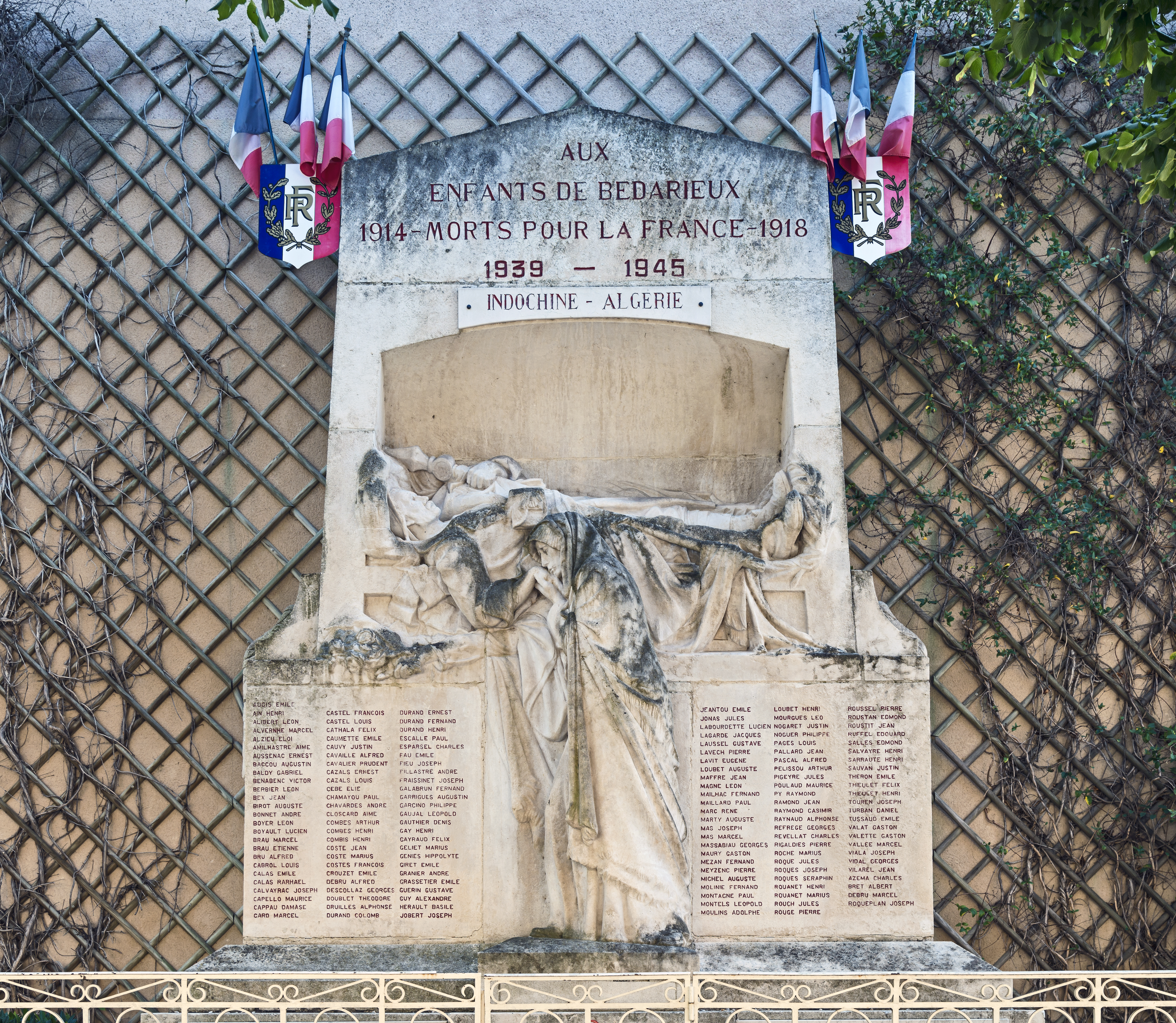
Monument aux morts.
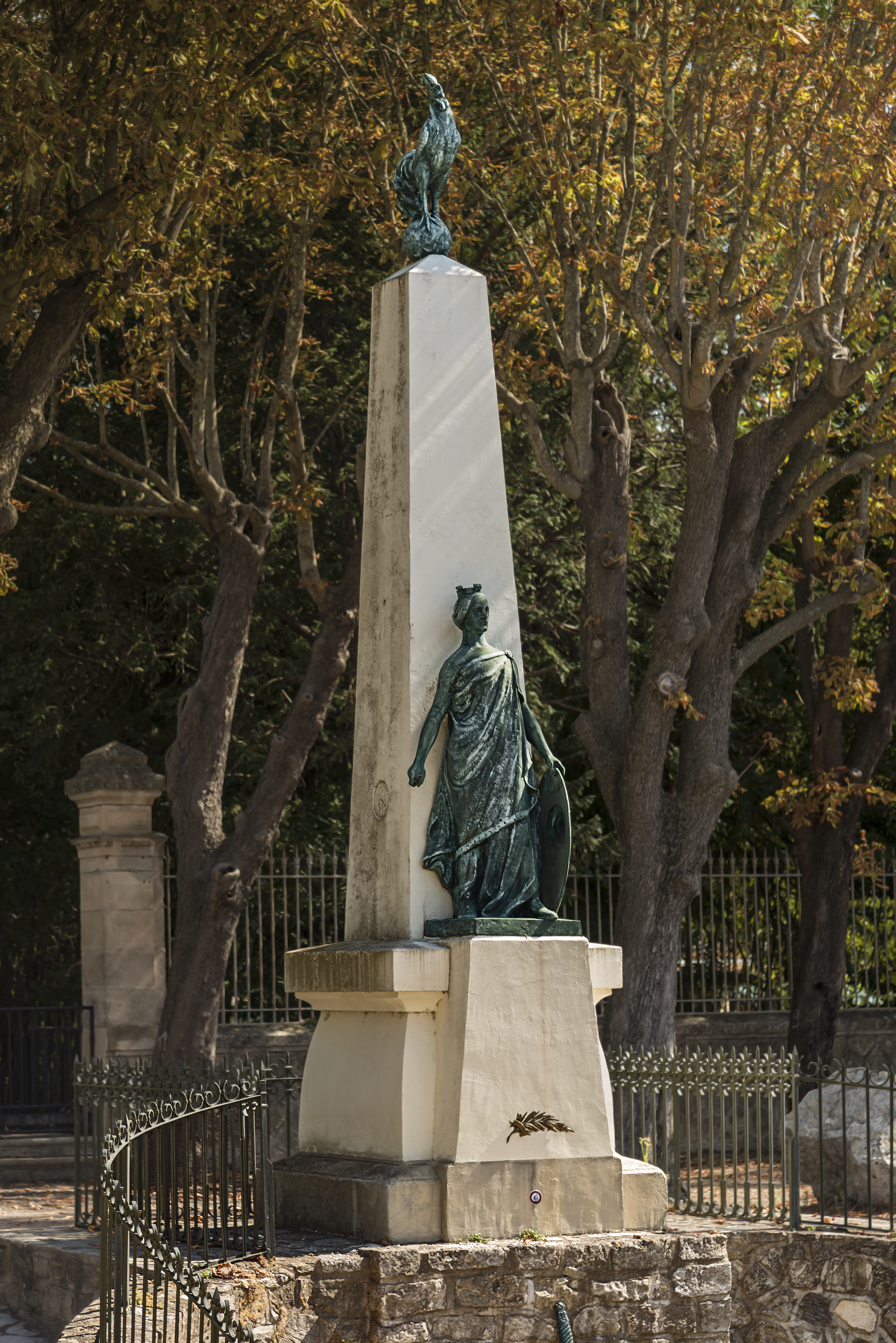
Monument aux morts de 1870.
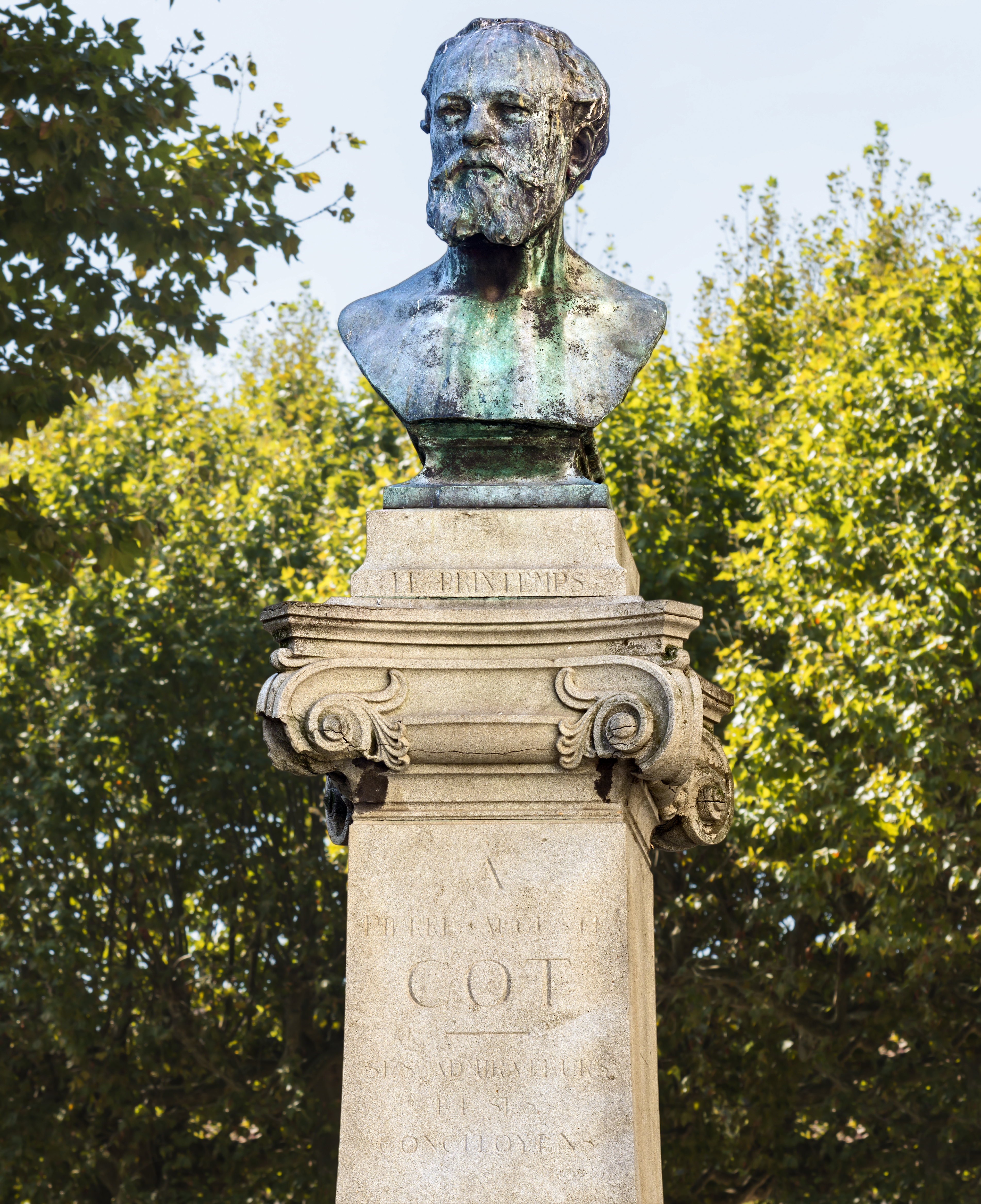
Monument à Pierre Auguste Cot par Antonin Mercié.
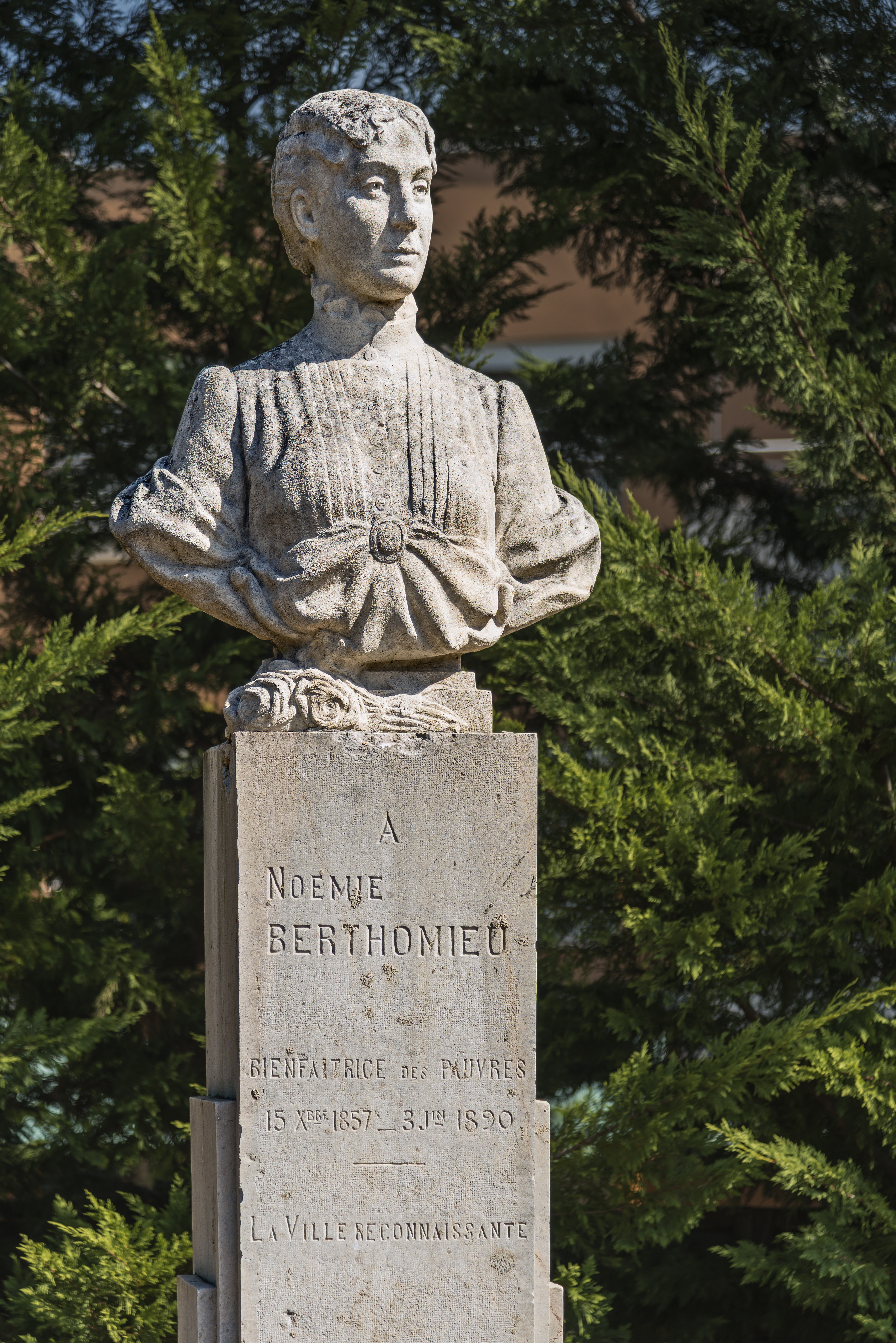
Monument à Noémie Bertomieu.
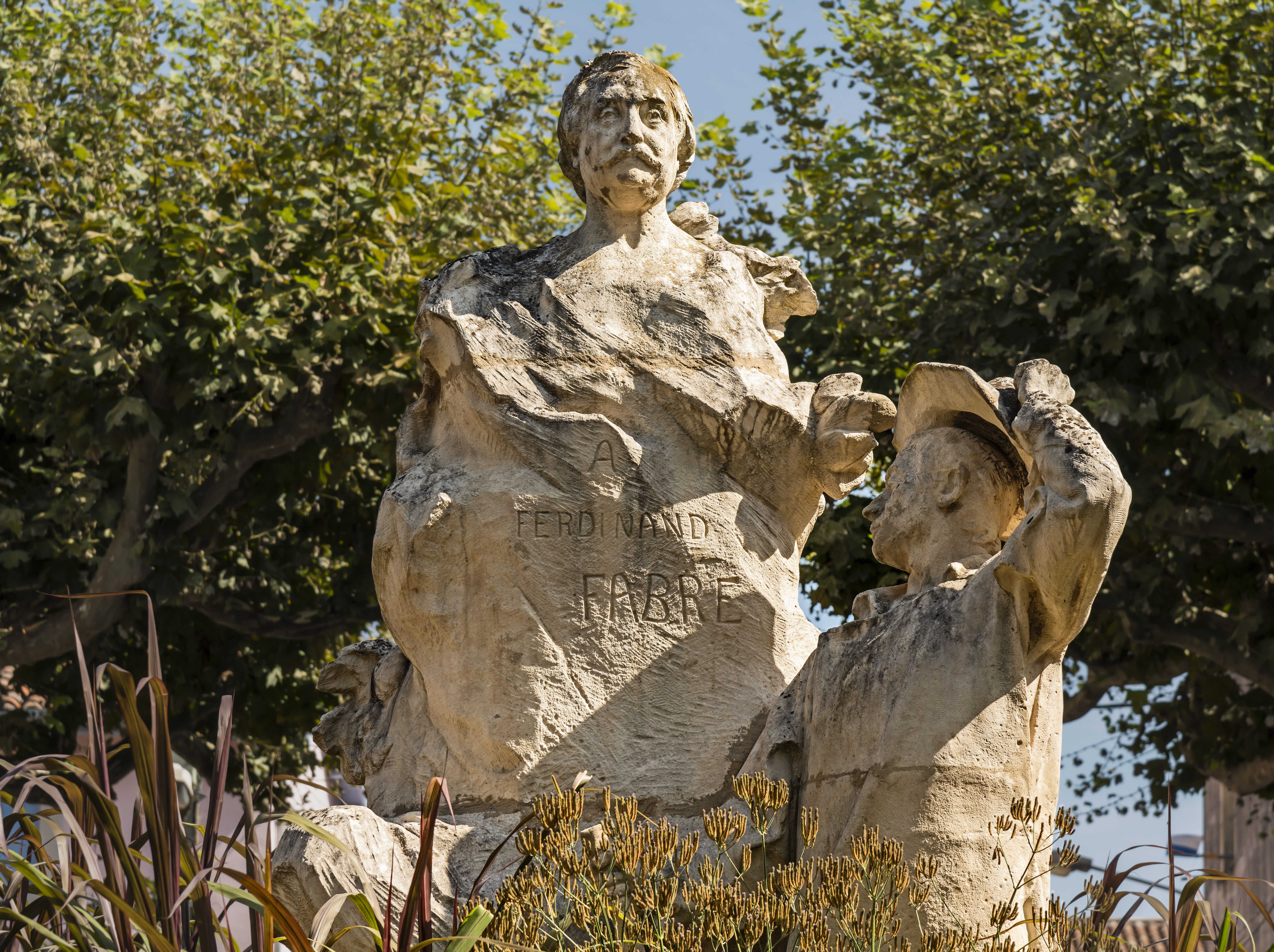
Statue de Ferdinand Fabre par Jacques Villeneuve.

### Orgues
- Église Saint-Alexandre : Orgue de la manufacture Théodore Puget des années 1850-60. Il fut restauré et agrandi par Maurice Puget en 1936.(extension à 54 notes des jeux du récit. La gambe et la flûte 8 ont une basse commune). La dernière restauration réalisée par G. Guillemin date de 1977. Il étendit le pédalier à 30 notes et harmonisa l’ensemble en respectant les sonorités caractéristiques de Puget.

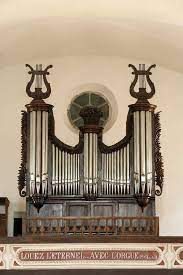
Orgue du Temple de Bédarieux.

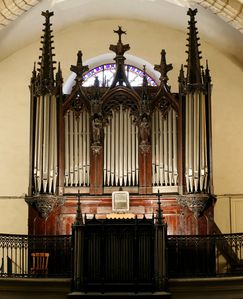
Orgue Puget de Saint-Alexandre de Bédarieux.

- L'Orgue du Temple : Orgue du Temple de Bédarieux.Orgue Puget de Saint-Alexandre de Bédarieux.Orgue positif du XVIIIe siècle anciennement placé à la tribune du Temple de Bédarieux. Nous ignorons sa provenance mais il semble que ce soit un positif de dos qui aurait été séparé de son grand orgue[68]. Le Temple a été construit en 1805 et achevé en 1827, l'instrument, probablement offert par un paroissien, y est installé. Son buffet est recomposé au XIXe siècle de divers panneaux et ornements comme la corbeille de fruits sculptée au sommet de la tourelle centrale. Puis en 1861, on demande à la Maison Théodore Puget et Fils de restaurer l'instrument.En 1984, l'orgue, sous l'impulsion de Paul Rodier, est classé Monument Historique[69].

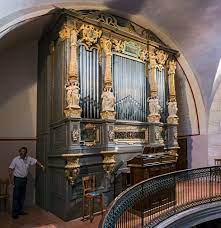
Orgue Cavaillé-Coll de Saint-Louis de Bédarieux.

- Orgue Cavaillé-Coll de Saint-Louis de Bédarieux.Église Saint-Louis : l’église abrite un orgue romantique Cavaillé-Coll, avec un buffet orné de sculpture en céramique de l'atelier d'Auguste Virebent. Orgue de 19 jeux construit en 1843 par Aristide Cavaillé-Coll pour l'église Saint-Jérôme de Toulouse. Il fut inauguré le 25 décembre 1843 par Louis Lefébure-Wély. Il porte le no 522 de l'opus list. Il fut vendu à la paroisse Saint-Louis de Bédarieux en 1878 par Baptiste Puget qui le remonta en ajoutant une voie céleste au récit plus quelques modifications au grand orgue. En 1952-53, Maurice Puget fit un relevage.Cet orgue est classé monument historique[70] à l'initiative de Paul Rodier, titulaire des trois orgues de Bédarieux et acteur majeur de leur restauration.

### Patrimoine environnemental
- Les causses, Site de Bédarieux : les causses, plateaux calcaires couverts d’un milieu végétal caractéristique, la garrigue. La profusion de pierres a permis la construction de nombreux murets, ainsi que la culture en terrasses. Nombreux abris de pierres sèches, mazets ou capitelles… ; la faille de Bédarieux qui s'y trouve présente un intérêt géologique.
- Le pic de Tantajo : poste d'observation, occupé déjà à l'époque romaine, le pic de Tantajo culmine à 518 m. Depuis la table d’orientation, un panorama sur toute la vallée de l'Orb, plaine du Biterrois, les monts de Faugères, la mer, les contreforts du Larzac, le Caroux.

### Personnalités liées à la commune
- Guillaume d'Abbes de Cabrebolles ou Cabreroles (1718-1802), homme de lettres, né à Bédarieux ;
- Paul Rabaut (1718-1794), ministre de la religion réformée, né à Bédarieux ;
- Ferdinand Fabre (1827-1898), romancier, né à Bédarieux ;
- Pierre Auguste Cot (1837-1883), peintre, né à Bédarieux ;
- Eugène Vaillé (1875-1959), historien postal, né à Bédarieux ;
- Marcel Miquel (1913-1994), footballeur, né à Bédarieux ;
- Jean Verdure (1924-2011), écrivain, mort et inhumé à Bédarieux ;
- Renée Rauzy (1925-1998), artiste peintre et sculptrice, née à Bédarieux ;
- Louis Combes (1925-2006), alias Joan de Cantalausa, prêtre, professeur, linguiste, défenseur de l'occitan, né à Bédarieux ;
- Denis Boubals (1926-2007), un des plus importants œnologues du XXe siècle, né à Bédarieux ;
- Claude Alibert (1933-2011), écrivain, né à Bédarieux ;
- Jean Falissard (1948), auteur-compositeur-interprète français, né à Bédarieux ;
- Michel Chavarria (1953), luthier, fondateur de la marque de guitare Lâg, domicilié à Bédarieux depuis 1993 ;
- Guillaume Bouisset (1973), footballeur, né à Bédarieux ;
- Vincent Candela (1973), footballeur, né à Bédarieux ;
- Fabrice Caro (1973), auteur de BD et musicien, domicilié à Bédarieux.

### Héraldique
| Blason de Bédarieux | Les armes de Bédarieux se blasonnent ainsi : de gueules à un pont de trois arches sommé d'une croix latine, accompagné des lettres B, D, R dans l'évidement des arches, et soutenu d'une champagne ondée, le tout d'or. |

Les armes historiquement attribuées à cette ville sont les suivantes :
| Blason de Bédarieux | « d'azur au pairle losangé d'argent et de sable ». |

### Fonds d'archives
- Fonds : Archives communales de Bédarieux (1529-2005) [78,5 ml]. Bédarieux : Mairie de Bédarieux (présentation en ligne).